# Anitta (cantante)
Larissa de Macedo Machado  (Río de Janeiro, 30 de marzo de 1993), más conocida por su nombre artístico Anitta, es una cantautora, bailarina, actriz y empresaria brasileña. Alcanzó la fama en Brasil y Portugal, así como en otras regiones de habla lusófona (como Angola y Mozambique), con el lanzamiento de sus sencillos primeros «Meiga e Abusada» y «Show das Poderosas» en 2012 y en 2013.Vogue Arábia la nombró 'Reina de la Música Latina'.
Después del éxito que tuvo su sencillo debut «Meiga e Abusada», firmó un contrato discográfico con Warner Music Group en 2013 y lanzó «Show das Poderosas». En julio del mismo año, lanzó su primer álbum de estudio homónimo, que alcanzó el puesto número uno en Brasil. Un año después, se lanzó Ritmo Perfeito, su segundo álbum de estudio, que alcanzó el puesto número dos en Brasil. Al día siguiente del lanzamiento de Ritmo Perfeito, se lanzó Meu Lugar, su primer álbum en vivo. En noviembre de 2014, interpretó en la decimoquinta edición de los Grammy Latinos «Zen», el cual fue nominada por mejor canción brasileña.
En 2015, Anitta lanzó Bang!, su tercer álbum de estudio, el cual produjo los sencillos «Deixa Ele Sofrer», «Bang», «Essa Mina é Louca» y «Cravo e Canela». En 2017, lanzó «Paradinha», su primer sencillo en español. En noviembre del mismo año, lanzó «Downtown» junto con J Balvin, que alcanzó el top 20 en Argentina, Colombia, España y Portugal y el puesto número 14 en la lista musical estadounidense Billboard Hot Latin Songs. Además, fue nominada por mejor canción urbana en la decimonovena edición de los Grammy Latinos. El año siguiente, lanzó «Machika» junto con Jeon y J Balvin, que alcanzó el top 20 en Argentina, Colombia, España e Italia y el puesto número 10 en la lista Billboard Hot Latin Songs.
En 2019, se sumó a varias colaboraciones con artistas como Madonna, Sofía Reyes, Rita Ora, Luis Fonsi, Ozuna y Black Eyed Peas. Más tarde recibió elogios de la crítica por su cuarto álbum visual de estudio trilingüe, Kisses (2019), que le valió una nominación al Premio Grammy Latino al mejor álbum de música urbana. En 2020, lanzó «Me gusta» con Cardi B y Myke Towers, que alcanzó el puesto número 91 en la lista estadounidense Billboard Hot 100, siendo su primera canción en entrar en la lista. Tres meses después, su sencillo en español «Envolver» lanzado a fines de 2021, de su quinto álbum de estudio Versions of Me (2022), encabezó la lista Global Top 50 en Spotify, convirtiendo a Anitta en la primera artista brasileña y latinoamericana con una canción en solitario en hacerlo. Anitta todavía ocupó el primer lugar en Billboard Global Excl. U.S. y segundo en Billboard Global, siendo el primer artista brasileño en liderar una lista mundial de música.
Anitta fue nombrada por la Associação Paulista de Críticos de Arte (APCA) como la revelación del año en la música en 2013. Ha recibido numerosos reconocimientos y varias nominaciones en los Premios Grammy Latinos, Latin American Music Awards, Billboard Latin Music Awards y Premios Lo Nuestro. Anitta ha ganado siete MTV Europe Music Awards y se convirtió en la primera artista brasileña en ganar el premio a la mejor actuación latinoamericana. En 2017, fue clasificada como una de las celebridades más influyentes en las redes sociales según Billboard. En 2022, Anitta se convirtió en la primera artista brasileña en ganar una categoría de MTV Video Music Awards y un American Music Award. También fue la primera brasileña en actuar en los dos programas. Obteniendo varias certificaciones internacionales por ventas y varias nominaciones en varios premios alrededor del mundo, Anitta recibió una nominación al Grammy por primera vez en las categorías principales como mejor artista nuevo en los Premios Grammy de 2023.

## Primeros años
Anitta nació como Larissa de Macedo Machado el 30 de marzo de 1993 en Río de Janeiro. Es la hija menor de Miriam Macedo y Mauro Machado y hermana menor de Renan Machado, quien también es su productor artístico. Su madre crio sola a los dos.
A la edad de 8 años, comenzó a cantar en el curso de catecismo de la Iglesia de Santa Luzia de su barrio.  Posteriormente, formó parte del coro de la iglesia, gracias a la intervención de sus abuelos maternos, Pedro y Glorete. A los 11 años, con el subsidio que recibió, decidió tomar clases de inglés. Más tarde, recibió lecciones de baile impartidas por la maestra de su madre. A los 16 años, terminó un curso de administración en una escuela técnica en Río de Janeiro.
Anitta es políglota, además de su lengua nativa el portugués, habla con fluidez inglés y español. También tiene un nivel avanzado de italiano y un nivel intermedio de francés. Además, ha tomado clases de japonés y planea aprender coreano.

## Carrera

### 2010-2013: Álbum debut y éxito inicial

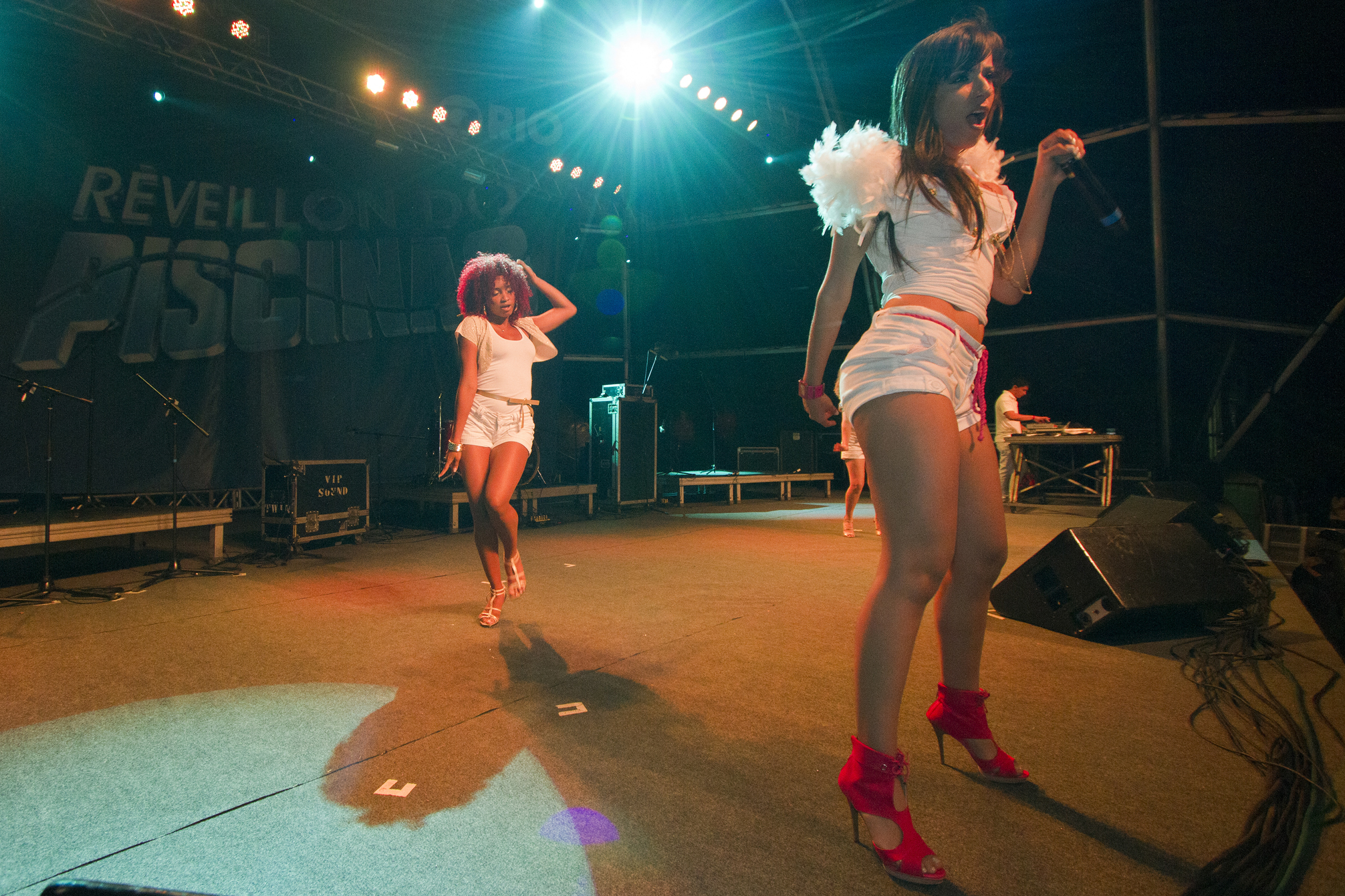
Anitta en una presentación para el Año Nuevo de 2011.

Alrededor de 2009, cuando tenía dieciséis años, publicó en YouTube vídeos domésticos en los que cantaba y bailaba. En 2010, el productor Renato Azevedo (conocido como Batutinha) vio uno de esos vídeos y le gustó, que era una versión de la canción «Soltinha» de Priscila Nocetti. Azevedo se puso en contacto con ella y la presentó a Furacão 2000, un equipo de producción independiente de funk carioca, del cual era miembro. Se le hizo una prueba para certificar sus habilidades vocales, y en el examen también realizó una coreografía con zapatos de tacón de aguja. Firmaron un contrato discográfico y en ese mismo año Anitta lanzó su primera canción en las estaciones de radio de Río de Janeiro, el sencillo promocional «Eu Vou Ficar», que fue incluido en el DVD de Furacão 2000 titulado Armagedom. Un año después, la canción «Fica Só Olhando» se incluyó en la segunda versión del DVD.
El nombre artístico de Anitta se inspiró en el personaje de Anita, de la serie de televisión de Rede Globo, La presencia de Anita. Ella pensó que el personaje era «asombroso» porque «[ella] podía ser sexy sin parecer vulgar, niña y mujer al mismo tiempo». Asesorada por su productor, decidió poner otra «t» en el nombre artístico.
Su primera aparición televisada fue el 16 de mayo de 2012 en el programa de televisión Cante se Puder, de SBT, donde cantó «Exttravasa», una canción de Claudia Leitte, dentro de una jarra de cerveza. En junio de 2012, la empresaria Kamilla Fialho, quien vio a Anitta cantar en un concierto, se ofreció a ser su mánager, pagando una multa de 260,000 reales brasileños requerida para liberar a la cantante de su contrato con Furacão 2000, y luego la contrató con la compañía de Kamilla K2L Entertainment. El 6 de julio de 2012, lanzó su sencillo debut «Meiga e Abusada». El videoclip, dirigido por Blake Farber, grabado en Las Vegas e inspirado en Katy Perry, se lanzó a mediados de diciembre del mismo año.
En enero de 2013, debido al éxito de «Meiga e Abusada» en Río de Janeiro, Anitta firmó un contrato de grabación con Warner Music Group. El 16 de abril de 2013, lanzó «Show das Poderosas» como el segundo sencillo de su álbum de estudio debut, y pocos días después publicó un videoclip de la canción. La canción alcanzó el puesto número 2 en la lista musical Billboard Brasil Hot 100 Airplay. El 23 de abril de 2012, se lanzó «Tá na Mira» como un sencillo promocional. La canción fue incluida en el extended play (EP) del mismo nombre, que salió en mayo de 2013. A inicios de junio del mismo año, Anitta se embarcó en su gira musical Show das Poderosas Tour por Brasil; asimismo tuvo sus primeras presentaciones en ciudades estadounidenses como Orlando y Miami, y en España.
El 2 de julio de 2013, se lanzó «Não Para» como el tercer sencillo de su álbum de estudio debut. La canción alcanzó el puesto número 4 en la Billboard Brasil Hot 100 Airplay. El 3 de julio de 2013, se lanzó su álbum de estudio debut homónimo, el cual ingresó en la posición número uno en Brasil y recibió una certificación de platino por la Associação Brasileira dos Produtores de Discos (ABPD), que equivale a 80,000 unidades vendidas. Además, Anitta figuró como el quinto álbum más vendido en Brasil en 2013, de acuerdo con la ABPD.
El 5 de noviembre de 2013, se lanzó «Zen» como el cuarto y último sencillo de Anitta, que se convirtió en la primera canción de la cantante en alcanzar el puesto número uno de la Billboard Brasil Hot 100 Airplay. «Zen» fue nominada como mejor canción brasileña para la decimoquinta edición de los Grammy Latinos, y en dicha ceremonia la artista realizó una presentación de su canción nominada. En diciembre de 2013, ganó el premio a la revelación del año por la Associação Paulista de Críticos de Artes (APCA). Para inicios de diciembre de 2013, hizo una aparición en la telenovela Amor à Vida.

### 2014-2015:Meu LugaryRitmo Perfeito

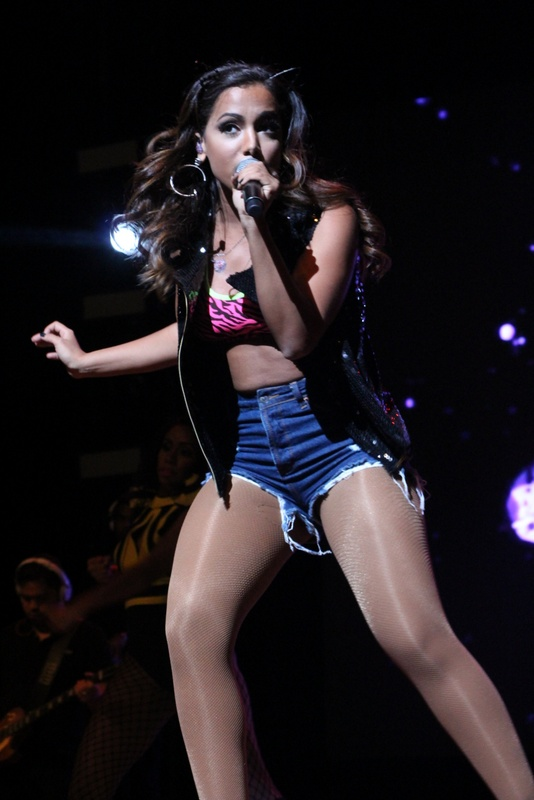
Anitta en un concierto en 2015.

Las entradas para la grabación de su primer álbum en vivo salieron a la venta en noviembre de 2013. El evento tuvo lugar en Río de Janeiro en el HSBC Arena el 15 de febrero de 2014 y contó con la asistencia de unas 10 000 personas. El álbum se titulaba anteriormente Fantástico Mundo de Anitta, pero luego fue renombrado como Meu Lugar con el lanzamiento de la canción «Quem Sabe» en iTunes. El 23 de marzo de 2014, se lanzó «Blá Blá Blá» como el sencillo principal del álbum. La canción alcanzó el puesto número 2 en la Billboard Brasil Hot 100 Airplay. El álbum fue lanzado el 4 de junio de 2014, solo un día después del lanzamiento de su segundo álbum de estudio, Ritmo Perfeito. Este último entró en el puesto número 2 en Brasil y a un mes después de su lanzamiento, contaba con 40 000 ejemplares vendidos, mientras que Meu Lugar contaba con 50 000. Por esto, la ABPD le otorgó la certificación de platino a Meu Lugar y de oro a Ritmo Perfeito, respectivamente.
Para finales de mayo de 2014, lanzó el primer sencillo de Ritmo Perfeito, titulado «Cobertor», que incluye la participación del rapero Projota como artista invitado. Posteriormente, a finales de julio, se lanzó «Na Batida», el cual alcanzó la posición número cuatro de la Billboard Brasil Hot 100 Airplay. Otros sencillos lanzados de Ritmo Perfeito fueron la canción del mismo nombre, que alcanzó el puesto número dos de la Billboard Brasil Hot 100 Airplay, y «No Meu Talento», que cuenta con la participación de MC Guimê como artista invitado.
En abril de 2014, hizo su debut actoral como Helena Boccato en la película de comedia Copa de Elite. En septiembre de 2014, la intérprete abandonó K2L Entertainment para gestionar su propia carrera musical. En su lugar, abrió una empresa llamada Rodamoinho Produções Artísticas, que pasó a ser la compañía administradora oficial de su carrera. Acusó a Fialho de desvío de fondos por una cantidad de 2.5 millones de reales brasileños tras su ruptura con la compañía. En octubre, ganó el premo al mejor artista brasileño en los MTV Europe Music Awards 2014. En diciembre, interpretó a la diosa Solaris en la película para televisión Didi e o Segredo dos Anjos.

### 2015-2016:Bang

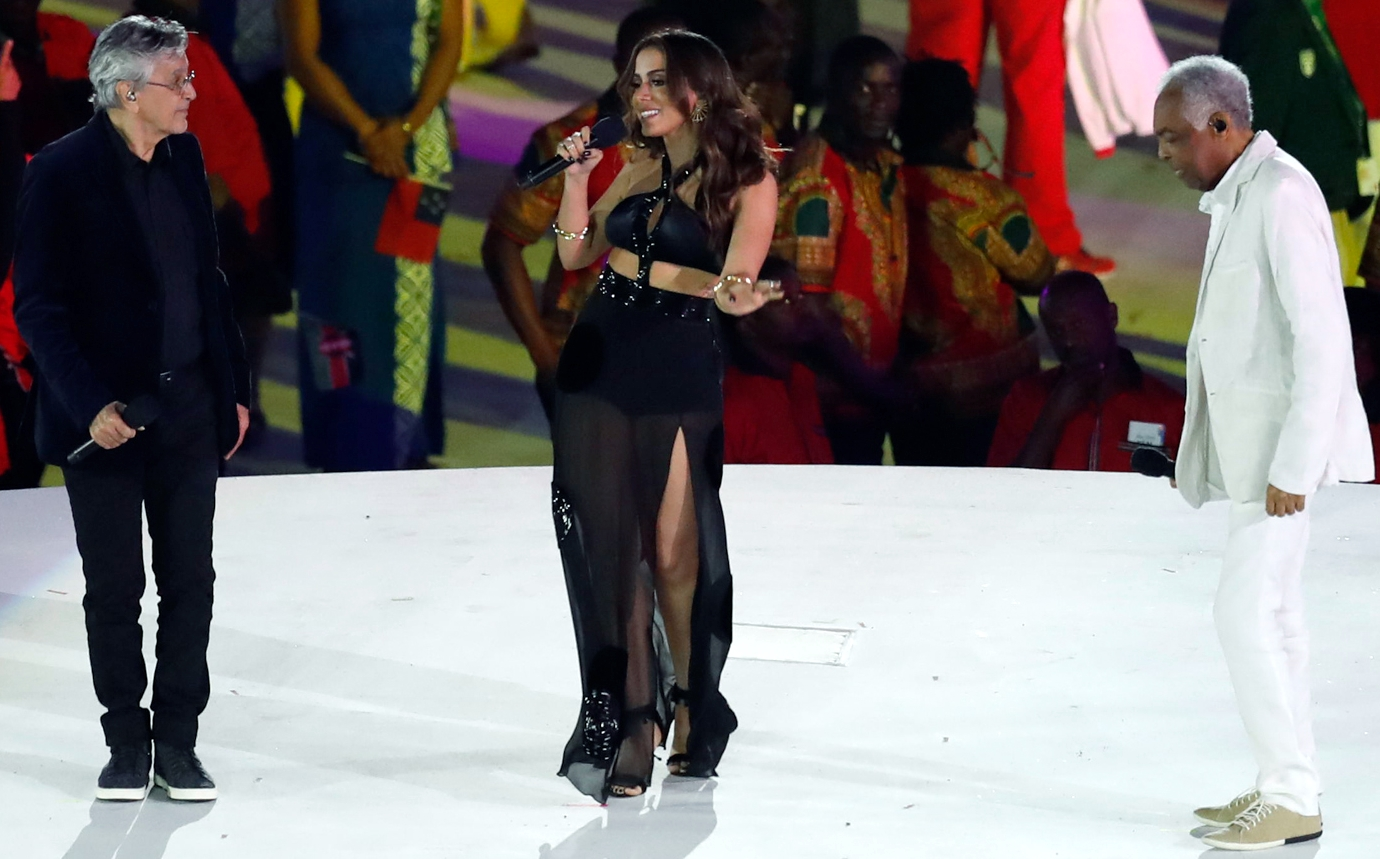
Anitta con Caetano Veloso y Gilberto Gil en la ceremonia de apertura de los Juegos Olímpicos de Río de Janeiro 2016.

Su tercer álbum de estudio, Bang!, fue lanzado en octubre de 2015. El álbum debutó en el puesto número tres en Brasil. El álbum ha vendido 300 000 copias hasta mayo de 2016 y obtuvo una certificación de platino por la ABPD. El primer sencillo del álbum, «Deixa Ele Sofrer», fue lanzado el 16 de julio de 2015 y alcanzó el puesto número seis en la Billboard Brasil Hot 100 Airplay. El siguiente sencillo, «Bang», fue lanzado el 9 de octubre de 2015 y alcanzó el puesto número nueve en la Billboard Brasil Hot 100 Airplay. Otros sencillos lanzados del álbum fueron «Essa Mina É Louca» y «Cravo e Canela». En octubre de 2015, la artista ganó el premio al mejor artista latinoamericano del año en los MTV Europe Music Awards, siendo la primera artista brasileña en ganar el premio. En noviembre de 2015, una colaboración con Jota Quest y Nile Rodgers, titulada «Blecaute», fue lanzada.
En 2016, Anitta hizo su debut como presentadora de televisión en la tercera temporada del programa Música Boa Ao Vivo de Multishow. La cantante también apareció en una remezcla de la canción «Ginza», del cantante J Balvin. En agosto de 2016, lanzó un sencillo titulado «Sim ou Não» con el cantante colombiano Maluma, y actuó en la ceremonia de apertura de los Juegos Olímpicos de Verano de 2016 junto con los cantantes Caetano Veloso y Gilberto Gil después del desfile de delegaciones. Al mes siguiente, firmó un contrato con la agencia de talentos William Morris Endeavour. En noviembre de 2016, ganó el premio a la mejor artista brasileña en los MTV Europe Music Awards.
En 2016, «Bang» fue presentado como una de las varias canciones del videojuego Just Dance 2017. El 25 de octubre de 2016, Ubisoft Brasil filmó un flashmob en la Avenida Paulista (São Paulo), donde la gente bailó al ritmo del juego para promocionar la nueva instalación de la serie. Ubisoft también promovió un espectáculo de bolsillo exclusivo con la cantante para el lanzamiento del juego. Allí, la cantante bailó su canción en el juego.

### 2017-2018:Checkmate,Solo, éxito internacional y colaboraciones

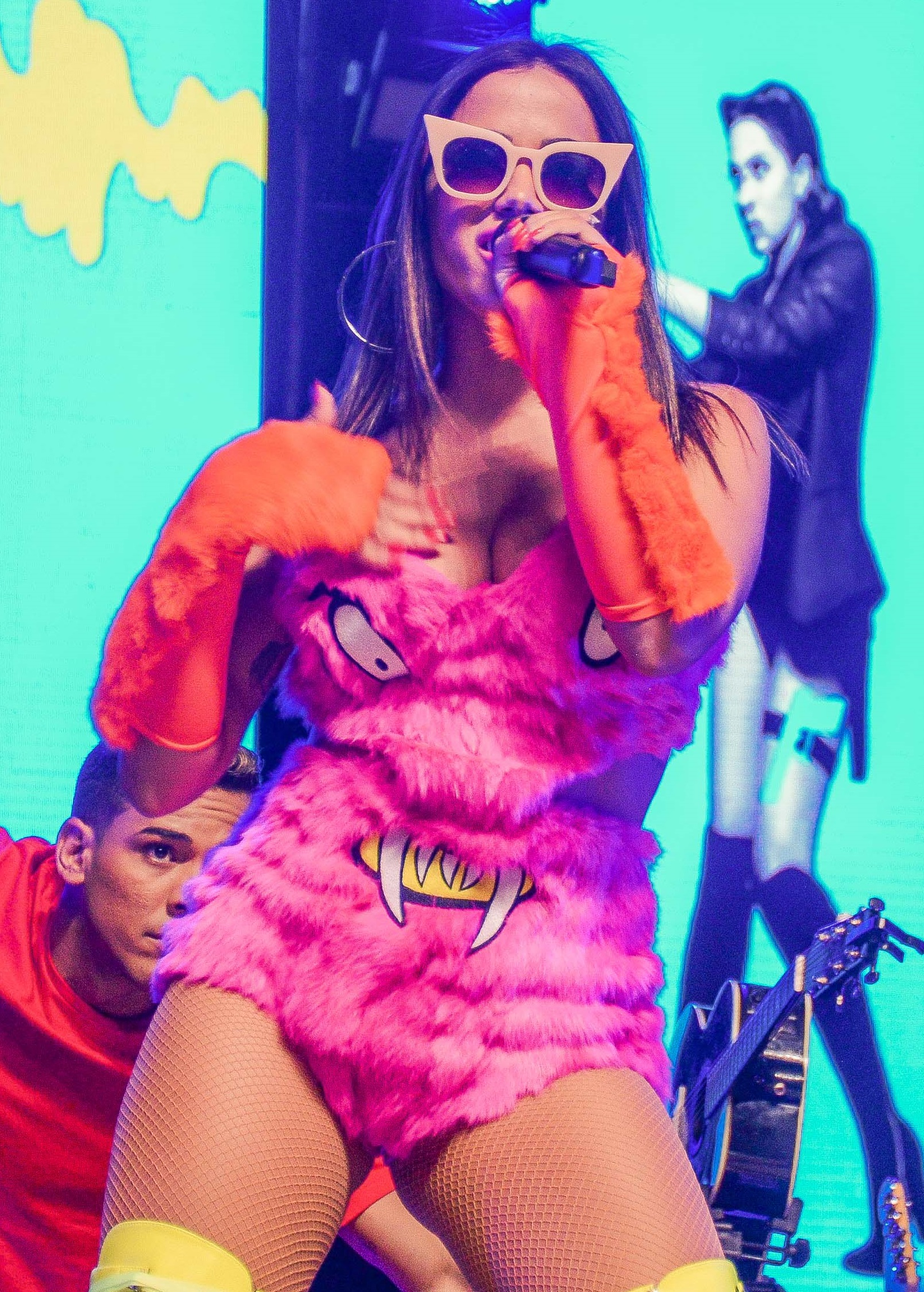
Anitta cantando en Citibank Hall en São Paulo, octubre de 2017

En enero de 2017, la cantante apareció como artista invitada en «Loka» del dúo femenino Simone & Simaria. También apareció como artista invitada junto con Wesley Safadão en «Você Partiu Meu Coração» de Nego do Borel. En mayo de 2017, apareció como artista invitada en «Switch» de la rapera australiana Iggy Azalea, siendo su primer sencillo en inglés lanzado. El mismo mes, lanzó un sencillo en portugués y español titulado «Paradinha». En junio del mismo año, el grupo estadounidense Major Lazer lanzó «Sua Cara» junto con ella y la cantante Pabllo Vittar. La canción alcanzó el puesto número 26 en la lista estadounidense Billboard Hot Dance/Electronic Songs.
El 3 de septiembre, Anitta lanzó «Will I See You», una colaboración con el productor y compositor Poo Bear. Fue la primera canción del proyecto de la cantante titulado Checkmate, en el que lanzaría una nueva canción al mes. El 13 de octubre, en colaboración con el DJ sueco Alesso, Anitta lanzó la segunda canción de Checkmate, titulada «Is That for Me». El 19 de noviembre, la cantante lanzó, en su segunda colaboración con J Balvin, otro tema del proyecto Checkmate, «Downtown», que alcanzó el top 20 en Argentina, Colombia, España y Portugal y el puesto número 14 en la lista musical estadounidense Billboard Hot Latin Songs. El 18 de diciembre de 2017, Anitta lanzó un nuevo sencillo, «Vai Malandra», con MC Zaac, Maejor, Tropkillaz y DJ Yuri Martins; esta fue la cuarta y última canción del proyecto Checkmate.
El 1 de enero de 2018, la cantante Anitta atrajo a más de 2.4 millones de personas a su concierto en Copacabana, Río de Janeiro. En enero de 2018, se lanzó «Machika» junto con Jeon y J Balvin, que alcanzó el top 20 en Argentina, Colombia, España e Italia y el puesto número 10 en la lista Billboard Hot Latin Songs. Dos meses después, lanzó otro sencillo en español, titulado «Indecente».
En abril, debutó su nuevo programa de televisión en Multishow titulado Anitta Entrou no Grupo. En junio, actuó en el festival Rock in Rio en Lisboa. También hizo conciertos en clubes nocturnos de París y Londres como parte de la gira Made in Brazil. El mismo mes, lanzó un sencillo titulado «Medicina». «Medicina» la presentó por segunda vez en la serie de Just Dance con dos rutinas exclusivas para la misma canción. En septiembre, apareció en un sencillo del dúo de producción Seakret, «Perdendo a Mão», con la participación de Jojo Maronttinni como artista invitada. Más tarde ese mismo mes, debutó como una de las entrenadoras en La voz...México. Al mes siguiente, apareció como artista invitada en el sencillo «Jacuzzi» de la cantante colombiana Greeicy Rendón. En noviembre, Anitta lanzó una EP multilingüe titulada Solo, que tiene tres canciones en diferentes idiomas, entre ellas «Veneno» y «Não Perco Meu Tempo». Anitta también anunció que todas las canciones de la EP tendrían sus respectivos videos musicales, que se lanzaron simultáneamente en la misma fecha que el EP y fueron el tema de una serie documental producida por Shots Studios titulada Vai Anitta, que se emitió en Netflix.

### 2019-2020:KissesyBrasileirinha

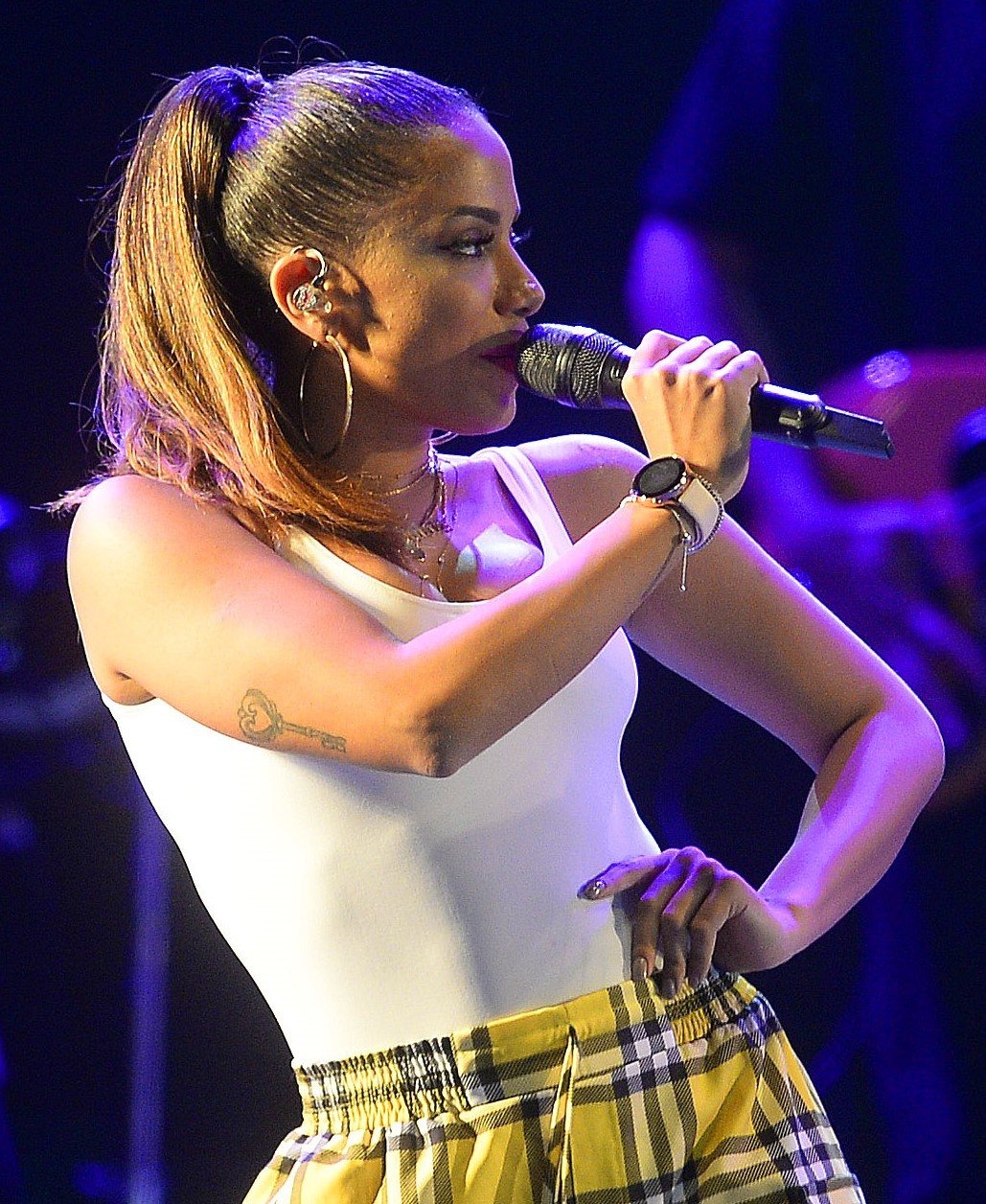
Anitta interpretando «Não Perco Meu Tempo» en Brasília en 2019

En febrero de 2019, el artista lanzó cinco canciones: «Terremoto» (cuyo video musical está basado en «I'm Still in Love with You» de Sean Paul) con Kevinho; «Bola Rebola» (sencillo similar a «Vai Malandra») con Tropkillaz, J Balvin y MC Zaac; una regrabación de «Zé do Caroço» con los productores Jetlag; «Te Lo Dije» con Natti Natasha y «Favela Chegou» con Ludmilla. El 15 de marzo, se lanzó «R.I.P.» de la cantante mexicana Sofía Reyes con la participación de Anitta y la cantante británica Rita Ora como artistas invitadas. El 27 de marzo llegó a las librerías la biografía no autorizada del cantante, Furacão Anitta, escrita por el periodista Leo Dias.
El 5 de abril, se lanzó el cuarto álbum de estudio de la cantante, titulado Kisses. Fue su primer álbum visual y trilingüe. En los Estados Unidos, el álbum alcanzó la posición número 4 en la lista Latin Pop Albums y el número 16 en las lista Top Latin Albums. En España, el álbum alcanzó la posición número 46 en la lista de PROMUSICAE. El sencillo principal del álbum, «Poquito», con el rapero estadounidense Swae Lee, fue lanzado junto con el álbum.
Anitta está presente en la banda sonora de la película UglyDolls que se estrenó en abril del mismo año. La cantante aparece en el tema «Ugly» que fue grabado en tres idiomas: inglés, español y portugués. El 14 de junio, Madonna lanza Madame X, donde Anitta participa en el tema «Faz Gostoso», una regrabación de la cantante portuguesa Blaya.
Anitta colaboró nuevamente con Major Lazer, esta vez en «Make It Hot», una pista lanzada el 19 de junio y que aparece en el álbum Music Is the Weapon del grupo. El 21 de junio se lanzó la canción «Pa 'lante» junto a Alex Sensation y Luis Fonsi. El 11 de julio se lanzó «Muito Calor», una colaboración entre Anitta y el cantante Ozuna. La canción fue parte del tercer álbum de estudio de Ozuna, titulado Nibiru, pero fue eliminada por razones que no han sido aclaradas. El 6 de septiembre se lanzó la colaboración entre Anitta y Léo Santana, «Contatinho». La canción fue grabada en vivo, como la canción de apertura del DVD de Léo Santana, llamado Levada do Gigante. Aún en septiembre, el día 30, junto con el grupo Black Eyed Peas, lanzaron el sencillo «Explosion».
El 4 de octubre colaboró con el cantante Vitão en «Complicado». Grabó la canción «Pantera» para la banda sonora de la película Charlie's Angels, estrenada en octubre. La producción ejecutiva de la banda sonora fue escrita por Ariana Grande. En el mismo mes, la artista inició el proyecto Brasileirinha, que había lanzado canciones en portugués solo hasta diciembre. El primer sencillo lanzado fue la canción «Some Que Ele Vem Atrás» en colaboración con la cantante Marília Mendonça. El video musical fue grabado en vivo durante la vigésima sexta edición del Premio Multishow de Música Brasileña. «Combatchy» fue lanzado en noviembre como un segundo sencillo y cuenta con la participación de las cantantes Lexa, Luísa Sonza y MC Rebecca como artistas invitadas. El 23 de noviembre, participó en el espectáculo inaugural de la Final de la Copa Libertadores de América que se llevó a cabo en Perú junto al cantante colombiano Sebástian Yatra y los cantantes argentinos Fito Páez y Tini, interpretando el tema «Y dale alegría a mi corazón». El tercer sencillo del proyecto Brasileirinha, «Meu Mel», en colaboración con el trío Melim, fue lanzado el 13 de diciembre; «Até o Céu», un dúo con MC Cabelinho y última canción del proyecto, se lanzó el 20 de diciembre.
En enero de 2020, lanzó el sencillo «Jogação» con la banda Psirico. El video musical de la canción fue grabado en vivo durante el «Ensaio da Anitta», espectáculo que tuvo lugar en el Espaço das Américas, en São Paulo. Al mes siguiente, la cantante lanzó la canción «Rave de Favela» en colaboración con el cantante brasileño MC Lan y el grupo estadounidense Major Lazer. Anitta también participó en las canciones «Contando Lunares» del cantante español Don Patricio, «Joga Sua Potranca» del DJ brasileño Gabriel do Borel y «Dança Assim» del músico angoleño Preto Show. Aún en febrero, la cantante participó en cuatro episodios de la telenovela Amor de Mãe en Rede Globo, interpretando a Sabrina, fanática del personaje Ryan (Thiago Martins), quien termina involucrándose con él. Durante el aislamiento social por la pandemia de COVID-19, Anitta estrenó en mayo directamente desde su casa el programa Anitta Dentro da Casinha, transmitido por el canal Multishow. Anitta prepara su primer disco todo en inglés (el quinto en general), tras la apuesta trilingüe por Kisses (2019). La cantante confirmó que tiene treinta canciones listas y actualmente está seleccionando las pistas que harán su álbum, junto al empresario estadounidense Brandon Silverstein. Ryan Tedder, vocalista de la banda OneRepublic trabajó en la producción ejecutiva del disco. Es conocido por haber trabajado en canciones con Adele, Beyoncé, Bruno Mars, entre otros. En una entrevista con la revista Veja, dijo: «Ella comprende la cultura global y está preparada para el mercado estadounidense. Todos en Los Ángeles y Nueva York quieren trabajar con Anitta». La información sobre el nuevo álbum había circulado en Internet en una publicación en la biografía de la cantante en el sitio web de S10 Entertainment, la compañía de Silverstein, pero luego de que la noticia se difundió entre los fanáticos de la cantante, la información fue eliminada del sitio.

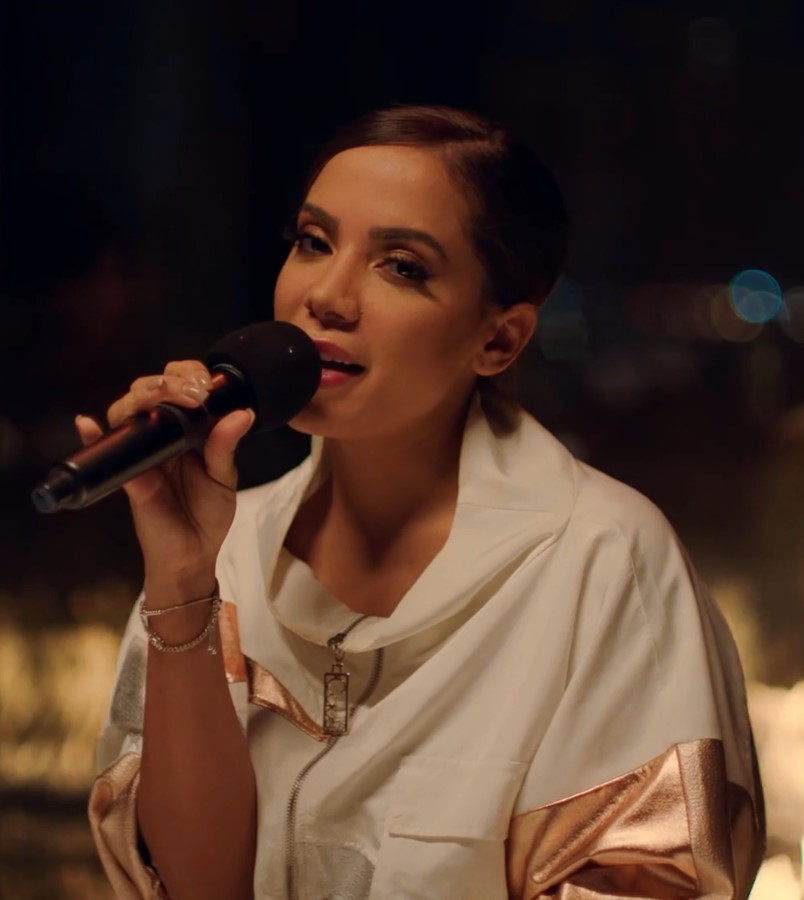
Anitta en 2019

En junio de 2020, Anitta firmó un contrato de grabación con Warner Records en los Estados Unidos, antes del lanzamiento de su álbum de estudio debut en Estados Unidos. El álbum será producido por Ryan Tedder.
En agosto de 2020, Anitta lanzó su primer sencillo en Italia con Fred de Palma,«Paloma», que se convirtió en una de las canciones más escuchadas del mes en el país, y se convirtió en la canción de un artista brasileño en la posición más alta de las listas italianas. También en agosto de 2020, apareció en el álbum de WC No Beat en una canción llamada «Cena de Novela» junto a Djonga y PK, y participó en la canción de trap «Tá Com o Papato» de Papatinho con Dfideliz y BIN.
El 18 de septiembre de 2020, Anitta inició una nueva etapa en su carrera internacional, lanzando «Me Gusta», en colaboración con Cardi B y Myke Towers. La canción llegó a la posición 14 en la lista de iTunes en Estados Unidos y 32 en Spotify Estados Unidos. La canción también debutó con más de 2 millones de reproducciones en el top 200 de 38 países en spotify y 87 países en Apple Music, además de las listas globales de la plataforma en 24 y 90, respectivamente. Además de debutar en varias listas de Billboard. «Me Gusta» se convirtió en la primera entrada de Anitta en el Billboard Hot 100. En septiembre de 2020, Anitta cuestionó a Google sobre el significado de la palabra «Patroa» en portugués, ya que según la definición anterior de Google, la palabra significaba que «Patrão» (masculino) era el dueño o jefe, mientras que la palabra «Patroa» (femenino) se definía como la esposa del jefe. La cantante logró que la Universidad de Oxford cambiara la definición de la palabra en el diccionario y cómo se mostraba en las búsquedas de Google.

### 2021-2022:Versions of Me, reconocimiento y éxito internacional
En marzo de 2021, Anitta y Maluma formaron parte del remix de «Mi Niña» con Wisin, Myke Towers y Los Legendarios. El 14 de abril de 2021, Anitta se unió a Wisin, Maluma y Myke Towers para abrir los Latin American Music Awards con el remix de «Mi Niña». El 29 de abril de 2021, lanza «Girl from Rio», el sencillo principal de su próximo quinto álbum de estudio, Versions of Me. En mayo, los Latin Grammy organizaron el evento «Ellas y su Música», que busca honrar a las mujeres en el mundo de la música latina, Anitta interpretó «Girl from Rio». En mayo, Anitta lanzó la canción «Todo o Nada» junto al cantante y rapero puertorriqueño Lunay. La canción entró en el top 100 de todos los países de América Latina y España, alcanzando el top 50 en 5 países y teniendo varios destacados en las listas de Billboard.
En junio de 2021, Anitta lanzó su primer sencillo en Francia con Dadju, «Mon Soleil». La canción se convirtió en una de las más escuchadas en las listas francesas, convirtiéndose en la posición más alta lograda por un artista brasileño. La canción le valió a Anitta dos nominaciones en las categorías principales de los NRJ Music Awards. En junio de 2021, Anitta lanzó su segundo sencillo en italiano con Fred de Palma, «Un Altro Ballo». La colaboración se convirtió en una de las canciones más escuchadas en las listas italianas, aunque no logró superar el éxito de su primer sencillo en el país. Además, en junio de 2021, la cantante se unió al consejo de administración de la startup Nubank. En julio de 2021, además de actuar y ganar algunos premios en los Premios Heat Latin Music, Anitta recibió un reconocimiento especial por su contribución al empoderamiento femenino. Anitta y Lunay interpretaron «Todo o Nada» el 22 de julio en los Premios Juventud.
El 11 de septiembre, Anitta interpretó varias canciones en el Triller Fight Club en Florida. En asociación con Burger King, Anitta interpretó «Girl from Rio» en los MTV Video Music Awards el 12 de septiembre, además de ganar su propio comercial para su hamburguesa vegana con su nombre, que fue ampliamente publicitado en la televisión estadounidense. Anitta apareció, por primera vez, en la Met Gala 2021, en septiembre junto al empresario brasileño del sector del calzado, Alexandre Birman.
El 14 de octubre de 2021, se lanzó el tercer sencillo del álbum titulado «Faking Love», que incluye la participación de la rapera estadounidense Saweetie. El 18 de octubre de 2021, Anitta se unió a Billie Eilish, BlackPink, Barack Obama, el Papa Francisco, Jaden Smith y otros para el especial de YouTube Originals que tiene como objetivo concientizar sobre el cambio climático en el planeta, Dear Earth. La cantante interpretó su sencillo «Girl from Rio». En septiembre, junto a Charli XCX, Anitta se unió como mentora en el concurso de canto organizado por Billboard y Samsung Galaxy, Billboard NXT. El 11 de noviembre de 2021, se lanzó el cuarto sencillo del álbum titulado «Envolver». El 14 de noviembre, Anitta hizo una aparición sorpresa en los MTV Europe Music Awards, hablando con la presentadora Saweetie. En noviembre de 2021, Anitta realizó la actuación de apertura de los Latin Grammy junto a Gloria Estefan y Carlinhos Brown. Junto a Jeremy Scott y vestida como Moschino, Anitta asistió a la gala benéfica amfAR en noviembre.
Anitta fue una de las invitadas al evento benéfico de la Community Organized Relief Effort (CORE), creado por el actor Sean Penn. Además de interpretar algunas canciones, también subastó una experiencia con ella en sus shows del Carnaval de Brasil, donde la oferta ganadora fue de 110.000 dólares. El 9 de diciembre, junto a Pedro Sampaio, Anitta participó en el sencillo «No Chão Novinha». La canción debutó en el top 10 en la lista brasileña y en la lista portuguesa y en el Top 170 en las listas globales. En diciembre, Anitta asistió al Variety 2021 Music Hitmakers Brunch y entregó el premio Crossover a Kali Uchis. Anitta, Saweetie, Jack Harlow y 24kGoldn fueron algunos de los artistas que se presentaron en Miley's New Year's Eve Party, presentada por Miley Cyrus y Pete Davidson, el 31 de diciembre de 2021.
Anitta formó parte de la banda sonora de F9 con la canción «Furiosa» y de Sing 2, con la canción «Suéltate» en colaboración con Sam i, BIA y Jarina De Marco.

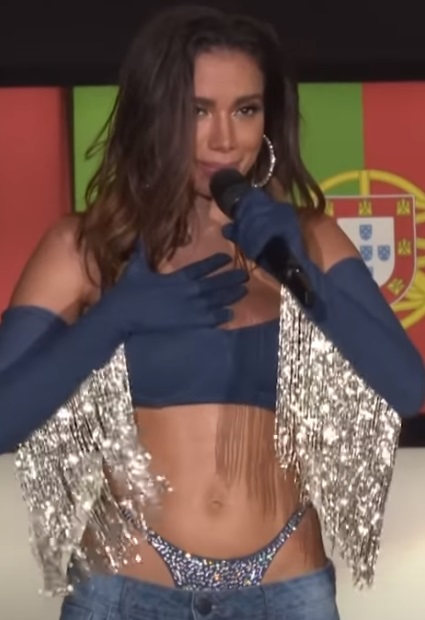
Anitta actuando en Rock in Rio 2022

El 3 de enero de 2022 se anunció que Anitta había firmado un acuerdo de publicación mundial con Sony Music Publishing. Su sencillo en español «Envolver», lanzado a finales de 2021, encabezó el Global Top 50 de Spotify en marzo de 2022, convirtiendo a Anitta en la primera artista brasileña y la primera artista latina con una canción en solitario en lograrlo. También se convirtió en la canción más reproducida en un solo día en 2022 (7,278 millones) en ese momento. Anitta aún alcanzó el primer lugar en Deezer Global y YouTube Global. «Envolver» incluso logró encabezar el Billboard Global Excl. U.S. convirtiéndose en la primera mujer latina en hacerlo con una canción en solitario, aunque se mantuvo en el número dos en el Billboard Global 200. Con «Envolver», Anitta obtuvo varias entradas en las listas de Billboard, una de las principales siendo su segunda entrada en el Hot 100, su primera entrada en solitario. La canción se convirtió en la tercera entrada más alta de una canción latina en solitario en la lista, detrás solo de «Telepatía» de Kali Uchis y «Provenza» de Karol G, ambas en el puesto 25, lo que la convierte en la segunda entrada más alta de una canción en solitario completamente en español de una artista latina. La canción recibió elogios de la prensa internacional y entró en varias listas de «lo mejor del año», como Los Angeles Times, Billboard y más. La revista Rolling Stones nombró la canción como la 81.ª mejor canción de reguetón de todos los tiempos. En febrero de 2022, Anitta actuó en Premios Lo Nuestro junto a Justin Quiles en la versión remix de «Envolver», además de interpretar «No Chão Novinha».
El 26 de marzo, Anitta se presentó en el escenario principal de Lollapalooza Brasil junto a Miley Cyrus y juntas interpretaron el sencillo «Boys Don't Cry». La versión en vivo se convirtió en una pista para la versión deluxe del álbum Attentions: Miley Live. Con la canción «Boys Don't Cry», Anitta amplió su récord como la artista brasileña con el mayor número de éxitos número uno en todo el mundo en iTunes. La canción en solitario alcanzó el primer puesto en 45 países. El 31 de marzo de 2022, Anitta anunció que su quinto álbum de estudio y segundo álbum multilingüe, Versions of Me, sería lanzado el 12 de abril. Ryan Tedder fue el productor ejecutivo del álbum. Los sencillos «Me Gusta» (con Cardi B y Myke Towers), «Girl from Rio», «Faking Love» (con Saweetie), «Envolver» y «Boys Don't Cry» precedieron al álbum. Versions of Me se convirtió en el primer álbum pop brasileño en alcanzar mil millones de transmisiones en Spotify. El álbum tuvo el debut más alto de un artista brasileño en iTunes, Apple Music y Spotify en Estados Unidos y fue el álbum más escuchado en el mundo en su debut en Spotify Global al momento de su lanzamiento, además de ser el tercer debut más alto en Spotify en Estados Unidos. Versions of Me rompió el récord del debut más grande en Spotify de un artista brasileño en la historia de la plataforma con más de 9.1 millones de transmisiones. Además, el álbum superó el debut del nuevo álbum de Camila Cabello, Familia, convirtiéndose también en el álbum de una mujer latina con el debut más alto en 2022. Forbes, Rolling Stone, NME, Billboard y The Line of Best Fit fueron algunos de los portales que evaluaron positivamente Versions of Me. En el mismo mes de abril, Anitta se convirtió en la primera brasileña en presentarse en el escenario principal del festival Coachella. En ese mismo mes, recibió su primera nominación en los MTV Video Music Awards por «Envolver» en la categoría «Best Latin». También se confirmó su presentación en el programa principal. Por votación, la canción ganó la categoría, convirtiendo a Anitta en la primera artista femenina en solitario en recibir el premio. Anitta también se convirtió en la primera artista de Brasil en presentarse y ganar un premio American Music Awards.
El 5 de mayo de 2022, Anitta fue la protagonista femenina en el video musical de «First Class», del rapero Jack Harlow. El 13 de mayo de 2022, Anitta fue una de las invitadas internacionales en el primer Billboard MusicCon donde habló con otros artistas sobre temas como la evolución de la escena musical en géneros y culturas, mujeres en la música, entre otros temas relacionados, también interpretó varias canciones en el evento. El 15 de mayo, ella y Michael Bublé fueron uno de los presentadores en los Billboard Music Awards. Vestida por la marca italiana Moschino, liderada por el director creativo Jeremy Scott, Anitta asistió, por segunda vez, al baile anual del Met Gala 2022, en mayo.
El 2 de junio de 2022, recibió una figura de cera en Madame Tussauds en Nueva York, convirtiéndose en la primera cantante brasileña en aparecer en el museo. Aún en junio de 2022, Anitta comenzó una gira promocional en los principales festivales de música en Europa. Anitta inició la serie de conciertos en España y terminó con un superconcierto en Portugal. La gira promocional pasó por nueve países europeos (España, Irlanda, Portugal, Dinamarca, Suecia, Holanda, Suiza, Italia y Francia). El espectáculo en Polonia fue cancelado debido a la guerra en curso entre Rusia y Ucrania. El 18 de junio, Anitta se presentó en uno de los estadios más grandes de Francia, Le Parc de Princes, en París, para una audiencia de más de 50 mil personas junto a Dadju, con la canción «Mon Soleil». El 23 de junio, dio entrevistas en territorio francés para NRJ Hit Music Only y para el programa Quotidien, además de interpretar «Envolver».
El 6 de julio de 2022, la cantante argentina Tini lanzó «La Loto», una colaboración con Anitta y la cantante estadounidense Becky G, que sirvió como séptimo sencillo del cuarto álbum de Tini. La canción se convirtió en el mayor éxito de Anitta en el Billboard Hot 100 Argentina, alcanzando el número siete. El 8 de julio de 2022, se lanzó la canción «No Más» en colaboración con Murda Beatz, J Balvin, Quavo y Pharrell. La canción se convirtió en la mejor posición de un artista brasileño en la historia de iTunes en Estados Unidos, en la posición número cuatro. También alcanzó la primera posición en Amazon Best Sellers en Estados Unidos y su posición más alta en Deezer US fue la número 14. Además, alcanzó la primera posición en Billboard Rap Digital Song Sales y la posición número 13 en Billboard Digital Song Sales.
En agosto de 2022, Anitta lanzó la versión de deluxe de Versions of Me, que incluía colaboraciones con Maluma, «El Que Espera», y Missy Elliot, «Lobby», además de la versión trilingüe de «Dançarina Remix» con Pedro Sampaio, Dadju, Nicky Jam y MC Pedrinho. «Dançarina Remix» alcanzó el puesto número 11 en la lista de sencillos de Francia, la segunda posición más alta de Anitta, detrás solo de «Mon Soleil» en el número ocho, y se convirtió en la canción de Anitta con más días en el top 50 de Spotify Francia, además de recibir un certificado de platino en territorio francés, alcanzando también el primer lugar en Shazam Francia. «Lobby» le valió a Anitta su primera entrada en la plataforma de streaming más grande de Japón, Line Music, convirtiéndose en la primera artista de Brasil en lograr este hito.
El 28 de octubre de 2022, los Black Eyed Peas lanzaron «Simply the Best», la canción de apertura y el segundo sencillo de su álbum «Elevation», una colaboración con Anitta y El Alfa. En noviembre de 2022, además de ser nominada en dos categorías en los premios Latin Grammy, Anitta también ofreció una actuación de «Envolver» y un Funk Dance Medley, y fue una de las presentadoras de la noche. También actuó en el Savage X Fenty Show de Rihanna en noviembre. Anitta fue incluida en la lista Forbes 30 Under 30 Norteamérica 2023, en la categoría de música, como una de las líderes de la próxima generación de música latinoamericana. La lista busca reconocer a artistas que hacen una contribución significativa a la industria discográfica mundial. Después de lanzamientos exitosos, nominaciones para docenas de premios mundiales y logros alcanzados a lo largo del año, Anitta fue nominada para los premios Grammy 2023 en la categoría de Mejor Artista Nuevo.
El 2 de noviembre, Anitta se unió a Lil Nas X, BTS y Tyler the Creator y fue honrada con los Premios Innovadores de la revista WSJ 2022, organizados por The Wall Street Journal, que honran a visionarios en varias áreas del entretenimiento. En noviembre, se presentó en los Los 40 Music Awards, convirtiéndose Anitta en uno de los temas más comentados de España debido a su interpretación de «Envolver». El 15 de noviembre, Anitta lanzó una versión de «Practice» («Prooshtis» en el idioma del juego) completamente en Simlish, para la campaña global The Sims Sessions en The Sims 4, convirtiéndose así en el sexto idioma en el que canta. El 30 de noviembre, Anitta lanzó su tercer EP, «À procura da Anitta perfeita», en el sello Warner Music Brasil. Es el primer proyecto de Anitta completamente en portugués desde el álbum Bang!. El EP se filtró antes de tiempo, algunas canciones estuvieron disponibles en algunas plataformas digitales, sin previo aviso y sorpresivamente. Todas las canciones debutaron en el top 60 de Spotify Brasil y Portugal, con aproximadamente 2 millones de streams en 24 horas.
El 18 de diciembre, se presentó en el iHeartradio y 100's Jingle Ball en el FLA Live Arena. El 27 de diciembre de 2022, Guinness World Records decidió destacar a los seis mejores artistas musicales de 2022, Anitta se unió a Taylor Swift, BTS, Harry Styles, Billie Eilish, Adele y fueron nombrados en una lista de los Récords Icónicos de 2022.

### 2023-2024: Actuación y Funk Generation
El 20 de enero de 2023, Anitta ganó el premio «Mejor Acto Global» en los All Africa Music Awards, la ceremonia de premiación más grande del continente africano. Este logro la convirtió en la primera artista latina en recibir este honor. El 23 de enero, Anitta recibió 6 nominaciones en los Premios Lo Nuestro, uno de los premios de música latina más importantes. Además, Anitta también se convirtió en embajadora de Lay's el 17 de enero, una de las marcas de snacks más conocidas del mundo. Protagonizó un anuncio de televisión posterior al Super Bowl para la campaña «Beat of Joy», que presentaba un remix de la canción «Envolver» grabado en un estudio alimentado por electricidad de más de 6,000 papas. Esta campaña estableció un récord mundial.
El 25 de febrero, después del fin oficial del Carnaval de 2023, Anitta realizó un concierto y reunió a más de 1 millón de personas en su desfile de carnaval callejero, «Bloco da Anitta», a las 7 de la mañana en Río de Janeiro.
El 2 de marzo de 2023, Anitta fue elegida por la revista Variety como la séptima mujer internacional más impactante de 2023, siendo la única artista brasileña en la lista. El 8 de marzo, Anitta volvió a destacarse en los medios internacionales, siendo elegida por Bloomberg Línea como una de las mujeres con mayor impacto en 2023, junto con nombres como Shakira, Karol G y otros. El 9 de marzo, fue confirmada como parte del elenco de la séptima temporada de la popular serie española de Netflix, Élite. El 12 de marzo, Anitta y Jão lanzaron su primera colaboración, «Pilantra», que debutó en la cima de todas las plataformas de streaming en Brasil, ocupando la 1ª posición en iTunes, Youtube, Apple Music y la 4.ª posición en Spotify Brasil y la 28.ª posición en Portugal. La canción también logró el debut más alto de una canción pop en las listas de Spotify Brasil en 2023. Con esto, Anitta alcanzó su 34.ª entrada en las 5 canciones más escuchadas en Brasil. El 13 de marzo, la cantante recibió dos nominaciones en los Latin American Music Awards.
El 4 de abril de 2023, Anitta finalizó su contrato con Warner Music Group. El 20 de abril, la revista Variety informó que la cantante brasileña ha firmado un contrato con Republic Records. El 25 de mayo, la brasileña se unió al cantante y rapero español RVFV y al italiano Sfera Ebbasta, y lanzaron la canción bilingüe, en español e italiano, «Capitán». Esta es la tercera canción de Anitta cantando en italiano.
El 10 de junio, Anitta encabezó la ceremonia de apertura de la Final de la Liga de Campeones de la UEFA 2022-23 de Pepsi en Estambul, Turquía, junto con el Dj Alesso y el cantante nigeriano Burna Boy, convirtiéndose en la primera artista de América del Sur en actuar en la ceremonia. El concierto tuvo lugar en el Estadio Olímpico Atatürk, en Estambul, Turquía, ante una multitud de más de 71,412 aficionados y una audiencia global de más de 700 millones de personas, superando la audiencia del espectáculo de medio tiempo del Super Bowl. Durante su actuación, interpretó la canción «Envolver» y reveló el primer sencillo, titulado «Funk Rave», de su sexto álbum de estudio, que también marca su debut en Republic Records. El 14 de junio, Variety informó sobre la separación de Anitta de su mánager de larga data, Brandon Silverstein, fundador/CEO de S10 Entertainment. Luego, el 16 de junio, Variety anunció que Rebeca León, fundadora/CEO de Lionfish Entertainment y exmanager de J Balvin y Rosalía, se convirtió en la nueva mánager de Anitta. El 22 de junio, la cantante lanzó el primer sencillo principal, «Funk Rave», de su próximo álbum bajo el sello Republic Records. La canción debutó, lo que permitió a Anitta extender aún más su récord como la artista con el mayor número de canciones en el número uno de Apple Music e iTunes en Brasil, convirtiendo a «Funk Rave» en su 29.ª y 88.ª canción en lograr este hito, respectivamente. En Spotify Brasil, debutó en el top 5, convirtiéndose en la 35.ª canción de la artista en alcanzar esa posición, manteniendo su récord como la artista con más canciones en el top 5 de Spotify Brasil. El lanzamiento acumuló 2,110,515 reproducciones sin filtrar en su debut en Spotify y alcanzó la posición número 85 en la lista global de Spotify, manteniendo a la cantante como la artista brasileña con el debut más alto en Spotify Global durante el séptimo año consecutivo. El videoclip también se estrenó en las listas de tendencias de YouTube en varios países. El 17 de agosto, Anitta lanzó un «bumper», que incluye dos sencillos de su próximo álbum de estudio. El proyecto lleva por título «Funk Generation: A Favela Love Story».
El 12 de septiembre, Anitta ganó la categoría Mejor Artista Latino en los VMAs por segundo año consecutivo, con su canción de Funk brasileño, «Funk Rave», estableciéndose como la única artista latina femenina en recibir este honor, así como la única artista en ganar con una canción en solitario. Además de interpretar canciones de su proyecto «Funk Generation: A Favela Love Story» y un adelanto de su próxima canción, «Grip», la cantante volvió al escenario principal para presentarse junto al grupo surcoreano Tomorrow X Together en su debut en vivo con la canción «Back for More», la primera colaboración de la artista con la música K-pop.
Con «Back for More», Anitta amplió su récord como la artista brasileña con el pico más alto en las listas de MelOn y Bugs!, las plataformas de música más grandes de Corea del Sur. La cantante también debutó con la canción en el top 10 en la plataforma de transmisión más grande de China, QQ Music. La artista también ingresó por primera vez en su carrera a las listas oficiales en Indonesia, Corea del Sur, China y el Reino Unido, siendo la primera artista brasileña en lograr este hito. La canción también alcanzó la cima de iTunes Global e iTunes Europeo. La cantante se convirtió en la primera artista latina en la historia en llegar al #1 en los APMA Charts (Internacionales) con «Back for More», un ranking de uno de los mayores premios de China, los Asian Pop Music Awards; fue la primera artista latina en ser nominada en las categorías «Mejor Colaboración» y «Mejor Productor». Anitta también se convirtió en la primera artista latina en ganar uno de los mayores premios de China, los China Year End Awards, en la categoría «Mejor Sencillo Latino Más Vendido» con «Back for More».
El 23 de septiembre, Anitta fue una de las artistas principales en el Global Citizen Festival en Nueva York, actuando para más de 60 mil personas en Central Park. El 20 de octubre, Anitta debutó como actriz en la serie española de Netflix, Élite. La serie debutó en el top 10 a nivel mundial y en 40 países en Netflix.
El 5 de noviembre, Anitta ganó por segundo año consecutivo en la categoría «Mejor Artista Latino» en los Europe Music Awards.  Convirtiéndose en la artista más galardonada en esta categoría. El 25 de noviembre, la cantante fue la artista principal del festival de música más grande de Colombia, Megaland Music Fest, actuando para más de 40 mil personas. El 2 de diciembre, Anitta fue una de las artistas principales en el festival Mega Bash 2023 en Nueva Jersey.
El 7 de diciembre, el cantante mexicano Peso Pluma y Anitta lanzaron la canción «Bellakeo». La canción alcanzó el top 10 de Spotify Global y entró en el top 50 de todos los países de América Latina y Estados Unidos, además de ingresar al top 50 global en Apple Music e iTunes. Con esta canción, Anitta llegó a la cima de las plataformas de transmisión de música en Brasil, ampliando el récord de la cantante como la artista con más canciones en el puesto #1 en estos servicios de transmisión. La canción también debutó simultáneamente en la lista de canciones virales de Spotify en 50 países. Además de ampliar la tercera entrada de Anitta en el Hot 100, lo que convirtió a la cantante en la mujer brasileña y la tercera en general, con más entradas en la historia del Billboard Hot 100. Además, extendió el récord durante el quinto año consecutivo para un artista brasileño con el pico más alto en Spotify a nivel mundial. El 10 de diciembre, Anitta se presentó en TikTok in the Mix 2023, la primera edición del festival de música de la plataforma, en Arizona. El festival fue transmitido a nivel mundial y rompió el récord de la transmisión en vivo más vista con más de 33,5 millones de espectadores y una multitud de 17 mil personas. El 28 de diciembre, la cantante fue la artista principal en el Festival Virada Salvador, actuando frente a más de 200 mil personas.
El 6 de enero de 2024, la cantante comenzó su gira de carnaval en 10 ciudades brasileñas. Con todas las fechas agotadas, la gira estableció un récord de ingresos de verano en Brasil, con una ganancia de más de 30 millones de reais. El 17 de febrero, Anitta cerró el Carnaval brasileño, organizando una fiesta callejera para más de 1 millón de personas por la mañana y actuando en el espectáculo de apertura del «Desfile das Campeãs» en honor a los 40 años del Marquês de Sapucaí. El 22 de febrero, Anitta actuó dos veces en los Premios Lo Nuestro, siendo la artista más comentada de la edición en las redes sociales.El 28 de febrero, la cantante actuó en el festival más grande de América Latina, Viña del Mar en Chile. Cerró la noche y se convirtió en la artista más comentada en todas las plataformas de redes sociales. Recibió el premio a la Artista Más Popular de la edición y la Gaviota de Plata. La cantante debería haber recibido la Gaviota de Oro, pero debido a una falta de comunicación entre la organización del evento y el equipo de la cantante, ella abandonó el escenario antes de que «El Monstruo» pudiera entregarle el galardón.
Anitta y Peso Pluma se presentaron «Bellakeo» en el escenario principal del Coachella 2024 durante el segundo fin de semana. El 26 de abril de 2024, la cantante  lanzó su sexto álbum de estudio, Funk Generation, el primero bajo su nueva discográfica Republic Records. Todas las canciones del álbum debutaron en el Top 50 en Spotify Brasil, siendo el segundo álbum de la artista en lograr este hito. Funk Generation ingresó en los charts de Apple Music en más de 65 países, convirtiéndose en el álbum brasileño con mayor alcance global. En tan solo tres días, el álbum acumuló 26 millones de reproducciones en Spotify Brasil, estableciendo un récord como el mayor debut semanal de un álbum brasileño en la plataforma en 2024. A nivel global, el álbum debutó en segundo lugar en Spotify Global en solo cuatro días, con destacadas apariciones en Estados Unidos (8.º lugar) y Reino Unido (9.º lugar). Anitta rompió su propio récord al convertirse en la primera artista en tener 100 canciones en el puesto número uno en iTunes Brasil. La cantante también extendió su récord como la artista con más canciones ingresando al top 10 en Spotify Brasil, con un total de 49 canciones logrando este hito. Además, Funk Generation logró el mayor debut para un álbum brasileño en las listas de Portugal.
El 2 de mayo, Anitta fue honrada junto a Shonda Rhimes, Amy Schumer y Mariska Hargitay durante el evento Variety's Power of Women, en reconocimiento a su contribución en el mundo de la música y por representar a la CUFA (Central Única das Favelas).Ese mismo día, Anitta habló como una de las delegadas en Global Citizen Now. El 4 de mayo pasado, la cantante hizo historia al ser la última invitada como jurado en el ballroom, destacada con la canción «Vogue», durante el grandioso cierre de la gira The Celebration Tour de Madonna, el concierto más grande jamás realizado por un artista en solitario. El evento tuvo lugar en Copacabana, reuniendo a más de 1,6 millones de personas.El 18 de mayo, la cantante comenzó su primera gira completamente internacional para promocionar su sexto álbum de estudio, Funk Generation (2024): Baile Funk Experience. La gira comenzó en México y visitará Estados Unidos, Canadá, Colombia, Perú, Chile, Argentina, Alemania, Países Bajos, Inglaterra, Francia, Italia y finalizará en España. El 24 de mayo, Anitta apareció como jueza invitada en el tercer episodio de la novena temporada de RuPaul's Drag Race All Stars, con la canción «Banana» con Becky G como la canción de Lip Sync.
El 25 de julio, Anitta recibió un honor en los Premios Juventud por ser una activista en la defensa de los derechos LGBTQIA+, además de ser una defensora de causas humanitarias y de la protección de la selva amazónica. También es un exponente del pop y funk brasileño para el resto del mundo. La cantante fue nominada en tres categorías en los MTV Video Music Awards 2024, lo que la convierte en la mujer latina con más nominaciones. Recibió dos nominaciones a Mejor Latin por sus canciones «Bellakeo» y «Mil Veces», y una nominación a Mejor Edición por «Mil Veces».
El 6 de septiembre, Anitta actuó durante el espectáculo de medio tiempo del partido inaugural de la temporada regular de la NFL 2024, el primero en celebrarse en Sudamérica. La cantante subió al escenario ante una audiencia de más de 55,000 personas en el Neo Química Arena en São Paulo, con todas las entradas agotadas. La actuación se llevó a cabo durante el partido entre los Philadelphia Eagles y los Green Bay Packers, marcando la primera vez en la historia que un juego de la Semana 1 de la NFL se realizó fuera de los Estados Unidos. El 7 de septiembre, la cantante hizo una aparición sorpresa en el show de The Weeknd, celebrado en el Estadio Morumbi de São Paulo. Los dos artistas interpretaron juntos el sencillo principal, «São Paulo», del álbum del cantautor, Hurry Up Tomorrow, una colaboración con ella. Anitta ganó el premio a Mejor Latin en los MTV Video Music Awards por tercer año consecutivo, con su canción «Mil Veces», convirtiéndose en la artista latina femenina con más premios en general. Con este logro, empató con J Balvin, ambos ahora con el récord de más victorias latinas en los premios. Además, Anitta se presentó en la ceremonia por cuarto año consecutivo, interpretando las canciones «Paradise» con Fat Joe y DJ Khaled, «Alegria» con Tiago PZK, y «Savage Funk».El 12 de septiembre, Anitta fue nominada a los Premios Billboard de la Música Latina en la categoría de Artista del Año, Femenina, de Hot Latin Songs. El 17 de septiembre, la cantante recibió dos nominaciones al Premios Grammy Latinos: una en la categoría de Mejor Interpretación de Música Urbana en Lengua Portuguesa por la canción «Joga pra Lua», en colaboración con Pedro Sampaio, y otra por Grabación del Año con la canción «Mil Veces». Además, con «La Tóxica», en colaboración con el cantante mexicano Alejandro Fernández, Anitta estableció un récord al convertirse en la primera brasileña en alcanzar la cima del Billboard Regional Mexican Airplay, después de que la canción acumuló 6.3 millones de impresiones en la radio de Estados Unidos durante la semana del 6 al 12 de septiembre, obteniendo el título de "Mayor Ganador" de la semana. Anitta también se destacó como la décima artista solista femenina en llegar a la cima de la lista y como la quinta solista fuera del género regional mexicano en lograr esta posición número 1.
El 30 de octubre, Anitta y The Weeknd lanzaron la colaboración «São Paulo», una canción de funk brasileño. La canción debutó en el top 10 de Spotify Global, estableciendo un nuevo récord para Anitta como la artista brasileña con más entradas en listas de varios países, apareciendo en 71 naciones. «São Paulo» también logró el mayor debut de un acto brasileño en la historia de Spotify Global y se convirtió en el mayor debut de una artista latina en 2024, superando a Bad Bunny. Este lanzamiento marcó el tercer año consecutivo en que Anitta aseguró un lugar en el top 10 global de Spotify.
En la 67.ª edición de los premios Grammy, Funk Generation fue nominado a Mejor Álbum Pop Latino, convirtiéndose en el primer álbum de funk en la historia en ser nominado a un Grammy.
El 3 de diciembre de 2024, Anitta fue homenajeada con el Trofeo Vanguardia en el Premio Multishow de Música Brasileña, la mayor premiación musical de Brasil, en reconocimiento a su impacto y contribución a la música brasileña e internacional. Esta nueva categoría resaltó su posición como la artista brasileña más destacada a nivel global. Con este logro, Anitta también se consolidó como la artista más premiada en la historia del evento y la más nominada. El 31 de diciembre de 2025, Anitta fue la atracción principal del Año Nuevo en Copacabana, que reunió a más de 2,6 millones de personas.

### 2025–presente: Lanzamiento del documental de Anitta
El 11 de enero, la cantante dio inicio a su serie de shows por Brasil, titulada «Ensaios da Anitta».
El 1 de febrero, Anitta alcanzó un nuevo hito al colocar la canción «São Paulo», en colaboración con The Weeknd, en el Top 10 de Spotify en Estados Unidos, Canadá y el Reino Unido. Con esto, se convirtió en la artista brasileña con la posición más alta en estas listas. Además, la canción se destacó por ser una de las pocas de cualquier artista en todo el mundo en ingresar al Top 10 en todos los países de América. El 10 de febrero, logró su punto más alto en el Billboard Hot 100, extendiendo su récord personal. La canción también consolidó el récord de Anitta como la artista brasileña con más números 1 en Apple Music, en más de 28 países. «São Paulo» se mantuvo en el Top 9 del ranking global de Apple Music, rompiendo y manteniendo su récord como la brasileña con la posición más alta, y ampliando su posición como la artista brasileña más exitosa en las listas globales, incluyendo el UK Official Singles Chart, Finland Singles Chart, Sweden Singles Chart, Canada Hot 100, France Singles Chart, entre otras.
En febrero, Anitta también amplió su récord como la artista brasileña con más oyentes mensuales en Spotify. Además, extendió su récord como la artista brasileña con más números 1 en Spotify, alcanzando el primer lugar en varios países, como Brasil, Portugal, Panamá, Argentina, Uruguay, Letonia, Luxemburgo, Estonia, Suiza y Lituania. El 20 de febrero, Anitta hizo historia al convertirse en la primera brasileña en ganar un premio en los Premios Lo Nuestro.
El 1 de marzo, Anitta estableció un nuevo récord al alcanzar la mayor cantidad de reproducciones en un solo mes en Spotify para una artista pop brasileña, con 324 millones de reproducciones. El 6 de marzo se estrenó el documental «Larissa: The Other Side of Anitta».En sus primeros cuatro días de lanzamiento, la película alcanzó los 2,5 millones de visualizaciones y un total de 1,5 millones de horas vistas. El documental entró en el Top 3 de Netflix Brasil, lideró las listas en Portugal y alcanzó el Top 10 global de la plataforma entre las producciones en idiomas no ingleses durante su semana de estreno. El 8 de marzo, Anitta realizó su tradicional bloque post-Carnaval en Río de Janeiro, atrayendo a una multitud de 1.100.000 personas.
El 22 de abril, la cantante y empresaria fue anunciada como la nueva embajadora de Mercado Pago, protagonizando una campaña en el Estadio Pacaembu. El 24 de abril, fue homenajeada en el evento Billboard Latin Women in Music en Miami con el «Vanguard Award», convirtiéndose en la primera artista en recibir este premio en esa categoría. El premio fue entregado por Shakira, quien en su discurso se refirió a Anitta como la «Reina del Funk».

## Arte

### Estilo musical

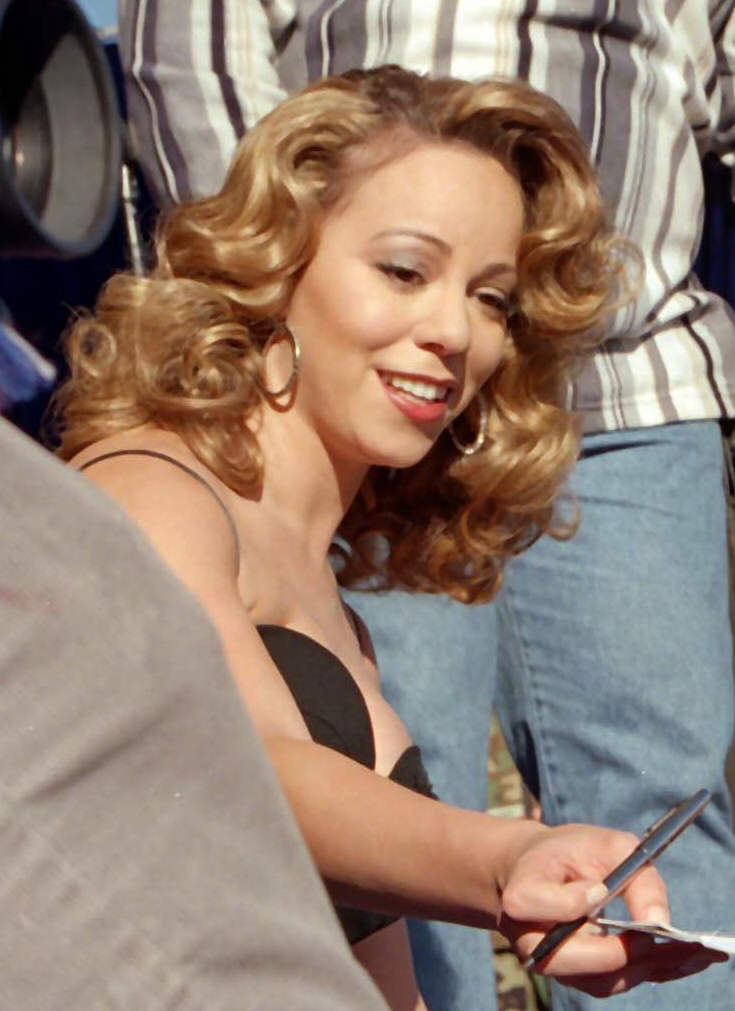
Mariah Carey fue citada por Anitta como su mayor influencia musical.

La música de Anitta es generalmente pop, funk carioca y pop latino, pero también incorpora R&B, dance-pop, electropop, EDM, reggae, y reguetón. Además de tener canciones en cinco idiomas diferentes en su discografía, como portugués, español, inglés, italiano y francés.

### Influencias
Anitta cita como sus mayores influencias a las cantantes Mariah Carey, Carmen Miranda, Beyoncé, Shakira y Rihanna.
| Por supuesto que tengo mis inspiraciones, me encanta, crecí escuchando a Mariah Carey, Rihanna. Amo a Beyoncé con pasión, que no tiene manera, todo Brasil, todo el mundo es fan. Así que tenemos nuestras referencias, siempre. Y es súper importante para ti tener una inspiración. (…) Realmente disfruto mirando a mis divas. (en portugués)—Anitta sobre sus influencias. |

Durante la producción de su segundo álbum, Anitta citó a Katy Perry como una influencia en las nuevas pistas. Otras referencias citadas por la cantante también incluyen al grupo Pussycat Dolls, y cantantes como Madonna, Britney Spears, Kate Nash y Colbie Caillat. Entre los artistas pop brasileños, fue influenciada por el grupo de chicas Rouge. Durante una entrevista para el G1, Anitta mencionó a los cantantes de MPB Gal Costa y Caetano Veloso por renovarse siempre y arriesgarse en otros estilos.
Para The Line of Best Fit, reveló nueve canciones que la inspiraron. Entre los artistas citó a Mariah Carey, Luis Miguel, Beyoncé, Sean Paul, Nina Simone, CeCe Peniston, Flyleaf, Belle and Sebastian, Funk Como Le Gusta y Selena.

## Legado e impacto

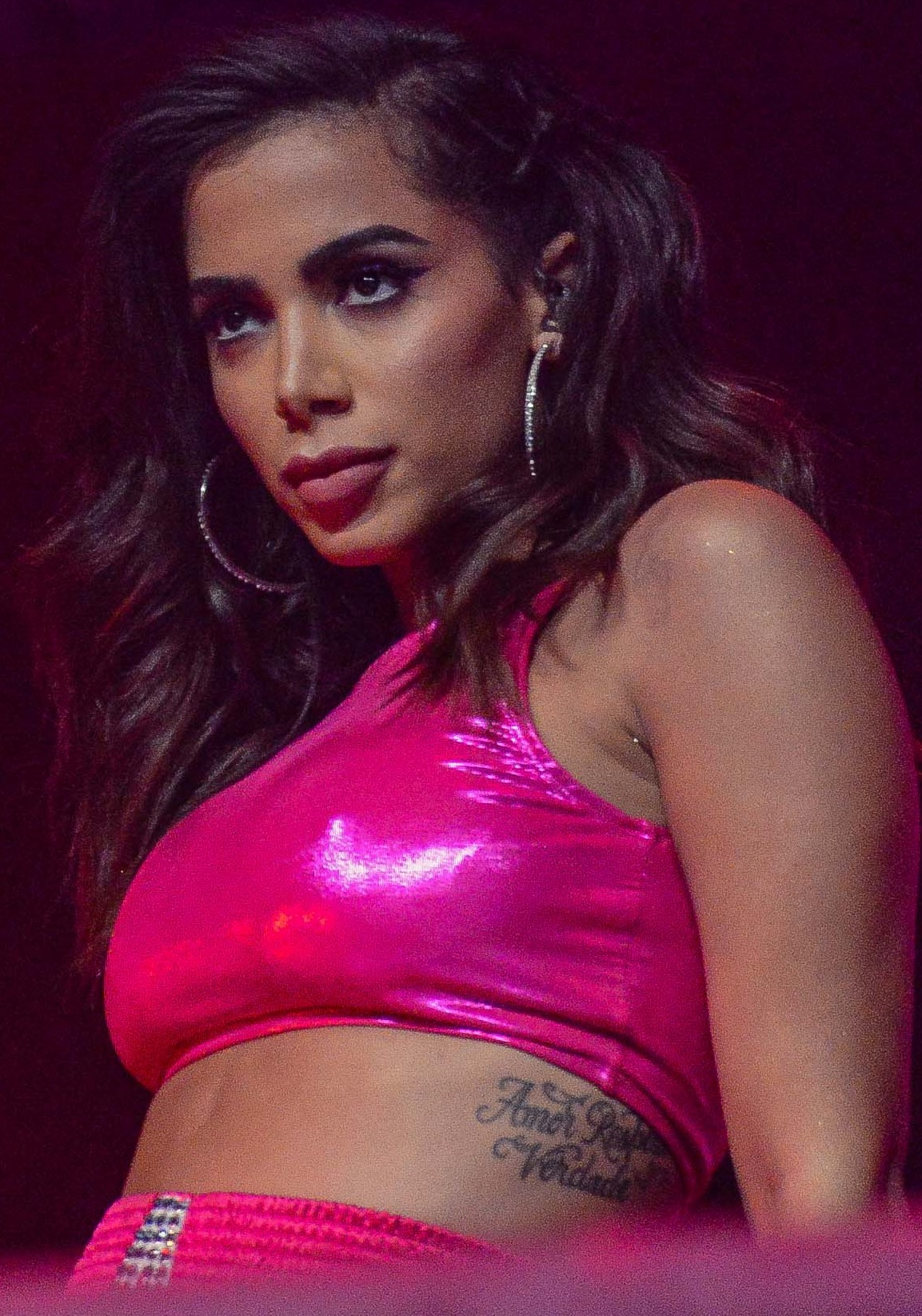
Anitta en la fiesta «Combatchy» en 2017

Anitta es la mayor estrella pop de Brasil en años y es la artista brasileña con la mayor exposición internacional, mencionada por varias revistas, sitios web de renombre e incluso por los Grammy, como la Reina del Pop brasileño. Además, se ha convertido en una de las artistas latinas más aclamadas en la memoria reciente. En 2018, la cantante fue elegida por Billboard como la séptima artista más influyente del mundo en la lista Billboard Social 50, que enumeró a los 50 artistas más influyentes en las redes sociales. En 2022 ganó el premio de reconocimiento por su impacto cultural y por ser la embajadora de la música brasileña en WSJ. Magazine. La cantante es citada varias veces como la «Primera brasileña», ya que siempre está abriendo puertas que ningún artista nacido en Brasil ha cruzado antes. A menudo se la menciona como el nombre más grande del pop y funk brasileño en la actualidad, siendo el exponente del ritmo ante el mundo, siendo acreditada por Billboard como responsable de que los Latin Grammy actualizaran lo que se entendía como música urbana e incluyeran el funk brasileño por primera vez entre los géneros que conforman el concepto. En marzo de 2023, la Academia Latina de la Grabación de los Premios Latin Grammy Latinos anunció cambios y adiciones en las categorías de la ceremonia de premiación, incluyendo la Mejor Interpretación Urbana en Portugués. Esta nueva categoría reconoce el crecimiento de la música urbana en portugués y la importancia del mercado musical brasileño y portugués en la industria musical global. Según Variety y otras revistas, la cantante Anitta fue una de las responsables de la inclusión de esta nueva categoría en la ceremonia de premiación. "[...] Con la adición de la categoría Mejor Interpretación Urbana en Portugués, la Academia está respondiendo al auge de la música en Brasil y Portugal, donde artistas como Anitta han ganado reconocimiento mundial. [...]".
Además de la música, la cantante se convirtió en la tercera personalidad más influyente en la política de Brasil, especialmente en 2022, detrás del expresidente Jair Bolsonaro y el influencer Felipe Neto. Varios portales de noticias informan que Anitta desempeñó un papel clave en ejercer presión sobre los políticos en votaciones sobre cuestiones relacionadas con el medio ambiente, la cultura, el racismo y la homofobia, siendo una enemiga directa de Jair Bolsonaro. La cantante, junto con otros artistas, fortaleció el apoyo al candidato rival del expresidente Bolsonaro, el entonces presidente Lula. El apoyo de Anitta llegó más precisamente al alentar a los jóvenes de 16 a 18 años a obtener sus documentos electorales, lo que atrajo a más de 2 millones de adolescentes. La campaña de alistamiento juvenil y la regularización del título electoral llevaron al Tribunal Superior Electoral a registrar un récord de inscripciones, de más de 8,5 millones de solicitudes de asistencia sobre la situación electoral.
En 2021, Anitta fue elegida como una de las personalidades más influyentes del mundo por Time, uniéndose a la lista 'Time 100 Next', que reúne nombres emergentes de todo el planeta. En 2022, la cantante fue incluida en la lista Forbes 30 Under 30 de América del Norte, como una de las líderes de la próxima generación de la música latinoamericana. La cantante también es una de las mayores influencias para el marketing moderno en la historia reciente de Brasil.
Anitta fue destacada en la lista de Bloomberg Línea de las 500 personas más influyentes en América Latina en 2024, reconocida por su capacidad para generar empleo e impulsar inversiones que han potenciado actividades económicas relevantes, demostrando su influencia en diversos sectores.
En 2024, una encuesta realizada por la plataforma Preply destacó a Anitta como la segunda artista brasileña más consumida en Portugal, solo por detrás de Ivete Sangalo, mencionada por el 9,4% de los participantes. El estudio reveló que el 96% de los encuestados afirmó escuchar música brasileña con regularidad, y Anitta fue citada por el 6%. Además, el 61,8% de los residentes del país declararon haber asistido a conciertos de artistas brasileños, con Anitta y Luan Santana entre los más destacados, y el 15,4% de ellos afirmaron haber asistido a más de un espectáculo.
Varios artistas han citado a Anitta como una influencia e inspiración, incluyendo a Tini Stoessel, Christina Aguilera, Katy Perry, Dua Lipa, Kenia Os, Karol G, J Balvin, Becky G, Natti Natasha, Alicia Keys, Pabllo Vittar, Maluma, Cardi B, David Carreira, Alok, António Zambujo, Lizzo, Camila Cabello, Bruna Marquezine, Luísa Sonza, Ana Castela, Rita Ora, Jão, Gloria Groove, Marina Sena, Juliette, L7nnon, Pedro Sampaio, Kevinho, Matuê, Kevin O Chris, Marília Mendonça, Mc Cabelinho, Emilio Osorio, Clara Buarque, Giulia Be, Flay, Gretchen, y Mica Condé.

## Negocios y emprendimientos
Además de ser la cara, embajadora, Anitta es patrocinada y ya ha hecho comerciales para diferentes marcas, incluyendo Savage X Fenty, Adidas, Samsung, Shein, Burger King, Elma Chips, Cheetos, Lay's, Rexona, Tinder, Skol, Nubank, Claro, Bacardi, Estácio, Renault, C&A, iFood, Pepsi, Magazine Luiza, Target, Cadiveu, Los Sims, Free Fire, Facebook Gaming, Brizza Arezzo, Sol de Janeiro, Hope, Tiffany & Co, Mercado Pago, entre otras marcas.
En 2014, Anitta fundó el grupo Rodamoinho, una empresa holding de música y entretenimiento con oficinas en Río de Janeiro y Los Ángeles. La holding cuenta con las empresas «Rodamoinho Entretenimento», que se dedica específicamente a la producción y realización de conciertos, eventos y giras; «Rodamoinho Records», una compañía dedicada a la industria musical en general, que además de ser sello y editorial, también realiza una investigación de catálogos, registro de obras, lanzamiento y distribución de sencillos, EP y álbumes, gestión y organización de la colección musical y negociación comercial de uso y sincronización. «Rodamoinho Filmes» es una empresa de producción audiovisual, responsable de la producción, ejecución y entrega de videoclips, lives y películas, y también es responsable de la idealización y producción ejecutiva del dibujo animado basado en la vida de la cantante, «Clube da Anittinha». Y «Floresta Music & Touring», que es una empresa dedicada a la gestión y publicación internacional de artistas brasileños.

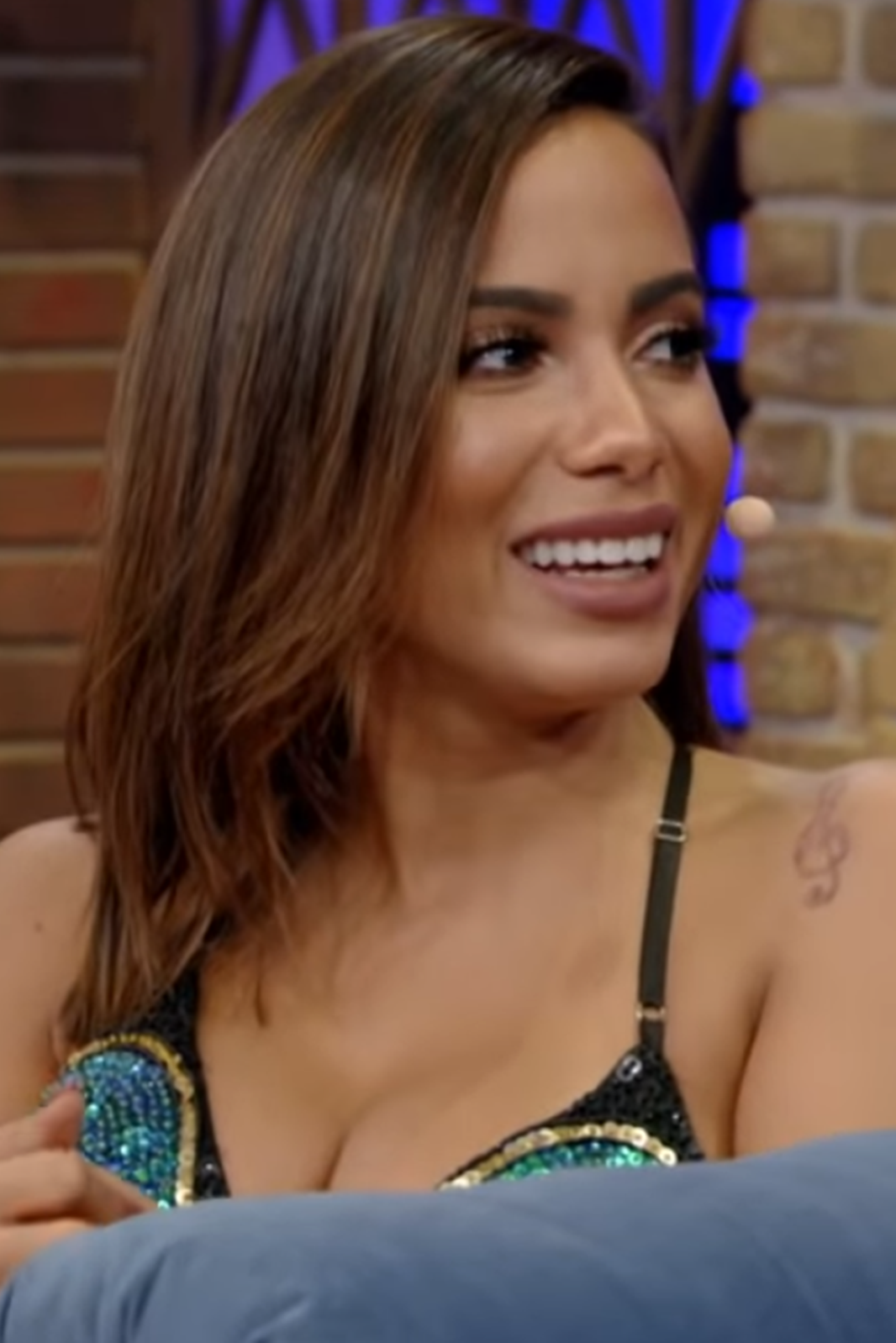
Anitta en el Multishow 2018

En septiembre de 2019, la cantante se convirtió en jefa de Creatividad e Innovación en Skol Beats, una marca de Ambev, una de las cervecerías más grandes del mundo. Anitta ha estado activa en la discusión de estrategias de marketing, negocios e innovaciones. El contrato prevé el lanzamiento de un producto autoría por año. En 2019, Anitta lanzó, junto con la marca de antitranspirantes Rexona, una nueva línea de productos «Rexona by Anitta». En noviembre de 2022, la cantante se convirtió en la cara de todas las campañas de Rexona 72h.
El 16 de enero de 2021, la cantante firmó una asociación con la marca de productos veganos, Cadiveu Essentials, una línea de reparación que cuenta con cinco productos para el cuidado del pelo. Anitta, además de convertirse en la imagen de la marca, cocreó los productos de reparación vegana junto al equipo de desarrollo de productos de la marca.
El 21 de junio de 2021, se anunció que Anitta se unió al consejo de administración del neobanco Nubank, el banco fintech más grande de América Latina, además de participar en reuniones trimestrales con el consejo de administración de la empresa para ayudar en las decisiones estratégicas sobre el futuro y la mejora de los servicios ofrecidos por la fintech a las clases más vulnerables. Según información de los ejecutivos en entrevistas, la cantante jugó un papel clave en convencer al consejo de la importancia de listar la compañía en la bolsa de valores brasileña, B3, junto con la oferta pública inicial (IPO) planeada en los Estados Unidos. Además, apoyó la idea de que la compañía ofreciera recibos de depósito de acciones (BDR, por sus siglas en portugués) gratuitos a su base de clientes. Con esta iniciativa, la fintech ganó más de 7,5 millones de socios. En agosto de 2022, debido al crecimiento de la agenda de la cantante debido a su expansión global, Anitta solicitó que no se renovara su participación en el consejo. Luego se convirtió en embajadora global de la marca y, como parte del marketing de Nubank, la cantante participó en la campaña de patrocinio de la Copa Mundial 2022 de Nubank.
El 23 de mayo de 2022, junto con la institución educativa Estácio, la cantante lanzó el curso en línea «Anitta Prepara», un curso dirigido al área de emprendimiento. Anitta brinda mentoría y cuenta con el apoyo de un equipo de profesores de la institución de educación superior, todos ellos especializados en emprendimiento e innovación. El 26 de mayo, la cantante fue anunciada como socia de la foodtech brasileña enfocada en carnes a base de plantas, Fazenda Futuro. Anitta participa en la gestión empresarial de la compañía, además de trabajar en proyectos de innovación que ayudarán a la marca a difundir el consumo de carne a base de plantas en Brasil y en otros países.
Como cocreadora y en asociación con la compañía farmacéutica Cimed, Anitta lanzó el 28 de julio de 2022 la marca «Puzzy By Anitta», que es un perfume íntimo sin género, con varias fragancias inspiradas en la cantante. El perfume íntimo, dermatológica y ginecológicamente probado, aprobado por Anvisa, registró más de 400.000 unidades vendidas y la previsión es cerrar el primer semestre con una facturación de 50 millones de reais. La compañía también puso el producto a disposición para la venta internacional en Estados Unidos y América Latina, además de prometer ponerlo a disposición en Europa, convirtiendo a «Puzzy by Anitta» en el primer producto de Cimed que se vende fuera de Brasil.

## Vida personal
Anitta es bisexual y se identifica como parte de la comunidad LGBT. Salió con Mr. Thug, el vocalista principal de Bonde da Stronda, desde principios de 2011 hasta finales de 2012. La cantante también tuvo una relación con su bailarina Ohana Lefundes, con la doctora Pamela Tosatti y con el actor y modelo Pablo Morais. El 17 de noviembre de 2017 se casó con el empresario Thiago Magalhães, con quien estaba en contacto desde mayo del mismo año. La pareja oficializó la unión bajo separación total de bienes. Anunciaron su separación en septiembre de 2018. Desde junio de 2019 estuvo saliendo con Pedro Scooby, hasta su ruptura en agosto de 2019. También comenzó a salir con Gabriel David en febrero de 2020, pero se separaron en abril de ese año. Un mes después, comenzó a salir con el presentador de televisión Gui Araújo, hasta que se separaron en junio de ese año. El 12 de junio de 2022, Día de los Enamorados en Brasil, Anitta reveló que estaba saliendo con el productor musical canadiense Murda Beatz, pero terminaron su relación dos meses después. Maluma declaró en una entrevista que él y Anitta tuvieron un romance y se amaron mucho, pero debido a que estaban en la misma carrera, la relación no avanzó. "[...] No me funciona estar en relaciones con personas de la industria. Cuando sucedió, con Anitta en realidad, ella estaba comenzando su carrera (internacional). La conocí y realmente nos caímos bien y todo eso. Pensé: 'No puedo estar con ella, porque hace lo mismo que yo.' [...]". En julio de 2023, el actor italiano Simone Susinna apareció junto a la cantante en Europa, confirmando su relación romántica.
En una entrevista para la revista Trip en 2017, afirmó que si no siguiera con su carrera artística, sería «una psicóloga feliz».
En enero de 2019, después de ver el documental Cowspiracy (2014), comenzó a hacer la transición a vegana.

## Discografía

### Álbumes de estudio
- Anitta (2013)
- Ritmo Perfeito  (2014)
- Bang! (2015)
- Kisses (2019)
- Versions of Me (2022)
- Funk Generation (2024)
- Ensaios da Anitta (2024)

## Giras musicales

### Giras
- Turnê Show das Poderosas (2013-2014)
- Turnê Meu Lugar (2014-2016)
- Bang Tour (2016-2017)
- Kisses Tour (2019-2020)
- Baile Funk Experience (2024)

### Promocional
- Chá da Anitta (2013–2016)
- Show das Poderosinhas (2015–2019)
- Turnê Os Caras do Momento (2015–2016)
- Made in Brazil (2018)
- Euro Summer Tour (2022)

### Carnaval
- Bloque de Anitta (2016–presente)
- Ensaios da Anitta (2019–presente)

## Filmografía
Esta es una lista cronológica de las películas y programas de televisión en los que ha aparecido Anitta.

### Películas
| Título                     | Año  | Rol               | Ref.    |
| -------------------------- | ---- | ----------------- | ------- |
| Copa de Elite              | 2014 | Helena Boccato    | [ 520 ] |
| Didi e o Segredo dos Anjos | 2014 | Goddess Soláris   |         |
| Breaking Through           | 2015 | Herself           | [ 521 ] |
| Meus 15 Anos               | 2017 | Herself           |         |
| Minha Vida em Marte        | 2018 | Herself           | [ 522 ] |
| Hitpig                     | 2023 | Letícia dos Anjos | [ 523 ] |

### Series
| Título | Año  | Rol     | Distribuidor | Ref.    |
| ------ | ---- | ------- | ------------ | ------- |
| Élite  | 2023 | Jessica | Netflix      | [ 524 ] |

### Televisión
| Título                                   | Año           | Rol(s)                             | Canal              | Notas | Ref.                    |
| ---------------------------------------- | ------------- | ---------------------------------- | ------------------ | --- | ----------------------- |
| Amor à Vida                              | 2013          | Ella Misma                         | TV Globo           | Episodio: «12 de diciembre de 2013»                                                                                                  | [ 525 ]                 |
| Sai do Chão                              | 2014          | Anfitriona                         | TV Globo           | Episodio: «19 de enero de 2014» | [ 526 ]                 |
| Dança dos Famosos                        | 2014          | Participante                       | TV Globo           | Temporada 11 | [ 527 ]                 |
| Vai Que Cola                             | 2014          | Anitta (versión ficticia)          | Multishow          | Episodio: «As Poderosas» Episodio: «Ausência de Anitta"                                                                              | [ 528 ]                 |
| Alto Astral                              | 2015          | Ella Misma                         | TV Globo           | Episodio: «4 de mayo de 2015» | [ 529 ]                 |
| Osmar - A Primeira Fatia do Pão de Forma | 2015          | Pãonitta                           | Gloob              | Una parodia de sí misma que apareció en el episodio: «Show das Pãoderosas»                                                           | [ 530 ]                 |
| Tomara que Caia                          | 2015          | Policial Pereira                   | TV Globo           | Episodio: «19 de julio de 2015» | [ 531 ]                 |
| TVZ                                      | 2015–18       | Anfitriona especial                | Multishow          | Episodio: «9 de octubre de 2015» Episodio: «14 de enero de 2016» Episodio: «31 de octubre de 2016» Episodio: «12 de octubre de 2018» | [ 532 ] [ 533 ] [ 534 ] |
| Música Boa Ao Vivo                       | 2016–17       | Anfitriona de la tercera temporada | Multishow          | Temporada 3-4 |                         |
| Chacrinha, o Eterno Guerreiro            | 2017          | Ella Misma                         | Canal Viva         | Especial de 100 años de Chacrinha |                         |
| The Tonight Show Starring Jimmy Fallon   | 2017          | Ella Misma                         | NBC                | Invitada musical: «25 de mayo de 2017»                                                                                               | [ 535 ]                 |
| Adnight Show                             | 2017          | Ella Misma                         | TV Globo           | Episodio: «14 de diciembre de 2017»                                                                                                  |                         |
| Anitta Entrou no Grupo                   | 2018–19       | Anfitriona                         | Multishow          | | [ 536 ]                 |
| La Voz... México                         | 2018          | Entrenador                         | Las Estrellas      | Temporada 7 | [ 537 ]                 |
| Clube da Anittinha                       | 2018–presente | Anittinha                          | Gloob              | Voz original |                         |
| Vai Anitta                               | 2018          | Ella Misma                         | Netflix            | Docuserie | [ 538 ]                 |
| Amor de Mãe                              | 2020          | Sabrina                            | TV Globo           | Episodios: «82, 83, 84 y 85» | [ 539 ]                 |
| Anitta Dentro da Casinha                 | 2020          | Anfitriona                         | Multishow          | |                         |
| The Late Late Show with James Corden     | 2020          | Ella Misma                         | CBS                | Invitada musical: «20 de agosto de 2020»                                                                                             |                         |
| Anitta: Made in Honório                  | 2020          | Ella Misma                         | Netflix            | Docuseries |                         |
| The Tonight Show Starring Jimmy Fallon   | 2020          | Ella Misma                         | NBC                | Invitada musical: «23 de septiembre de 2020»                                                                                         | [ 540 ]                 |
| Ilhados com Beats                        | 2021          | Ella Misma                         | IGTV               | Reality show |                         |
| Punk'd                                   | 2021          | Ella Misma                         | The Roku Channel   | Anitta Doctor! With Anitta | [ 541 ]                 |
| Today Show                               | 2021          | Ella Misma                         | NBC                | Invitada musical: «03 de mayo de 2021»                                                                                               | [ 542 ]                 |
| Jimmy Kimmel Live!                       | 2021          | Ella Misma                         | ABC                | Invitada musical: «05 de mayo de 2021»                                                                                               | [ 543 ]                 |
| 12 Hours With                            | 2021          | Ella Misma                         | Facebook Watch     | Episodio: «Inside Anitta's Mission to Bring Brazil to the World»                                                                     | [ 544 ]                 |
| Miley's New Year's Eve Party             | 2021          | Ella Misma                         | NBC                | Performer: «31 de diciembre de 2021»                                                                                                 | [ 545 ]                 |
| Domingão                                 | 2022          | Ella Misma                         | TV Globo           | Invitada: «16 de enero de 2022» | [ 546 ]                 |
| The Tonight Show Starring Jimmy Fallon   | 2022          | Ella Misma                         | NBC                | Invitada: «31 de enero de 2022» |                         |
| The Late Show with Stephen Colbert       | 2022          | Ella Misma                         | CBS                | Invitada: «07 de abril de 2022» | [ 547 ]                 |
| Watch What Happens Live with Andy Cohen  | 2022          | Ella Misma                         | Bravo              | Invitada: «10 de abril de 2022» | [ 548 ]                 |
| Good Morning America                     | 2022          | Ella Misma                         | ABC                | Invitada musical: «15 de abril de 2022»                                                                                              | [ 549 ]                 |
| The Kelly Clarkson Show                  | 2022          | Ella Misma                         | NBC                | Invitada: «10 de abril de 2022» | [ 550 ]                 |
| Legendary                                | 2022          | Jueza invitada                     | HBO MAX            | Temporada 3, Episodio 3 | [cita requerida]        |
| Carpool Karaoke: The Series              | 2022          | Ella Misma                         | Apple TV+          | Temporada 5, Episodio 3 | [ 551 ]                 |
| Quotidien                                | 2022          | Ella Misma                         | TF1                | Invitada: «25 de junio de 2022» | [ 552 ]                 |
| Caldeirão                                | 2022          | Ella Misma                         | TV Globo           | Invitada: «17 de septiembre de 2022»                                                                                                 | [ 553 ]                 |
| La Resistencia                           | 2022          | Ella Misma                         | Movistar+          | Invitada: «07 de noviembre de 2022»                                                                                                  | [ 554 ]                 |
| Savage x Fenty Show Vol.4                | 2022          | Ella Misma                         | Amazon Prime Video | Performer | [ 555 ]                 |
| Latin Grammy Awards                      | 2022          | Anfitriona                         | Univision          | La 23.ª Entrega Anual de los Premios Grammy Latinos                                                                                  | [ 556 ]                 |
| Amazon Music Live                        | 2022          | Ella Misma                         | Amazon Prime Video | Performer | [ 557 ]                 |
| Big Brother Brasil 23                    | 2023          | Ella Misma                         | TV Globo           | Performer | [ 558 ]                 |
| El gordo y la flaca                      | 2023          | Ella Misma                         | Univision          | Invitada: «23 de junio de 2023» | [ 559 ]                 |
| Que História É Essa, Porchat?            | 2023          | Ella Misma                         | Globoplay          | Invitada: «04 de julio de 2023» | [ 560 ]                 |
| Watch What Happens Live with Andy Cohen  | 2023          | Ella Misma                         | Bravo              | Invitada: «11 de julio de 2023» | [ 561 ]                 |
| The Voice                                | 2024          | Ella Misma                         | NBC                | Performer | [ 562 ]                 |
| RuPaul's Drag Race All Stars             | 2024          | Ella Misma                         | VH1 - Paramount+   | Jueza Invitada: «24 de mayo de 2024»                                                                                                 | [ 563 ]                 |
| The Today Show - Citi Concert Series     | 2024          | Ella Misma                         | NBC                | Performer y Invitada: «31 de mayo de 2024»                                                                                           | [ 564 ]                 |
| La Joia: Bad Gyal                        | 2024          | Ella Misma                         | Prime Video        | Documental | [ 565 ]                 |

## Premios y nominaciones
Anitta se unió a la lista de los 50 músicos más galardonados de todos los tiempos, según el portal The Artist Museum. Esta lista es compilada por el portal, que suma y reúne los premios recibidos por los artistas a lo largo de sus carreras, hasta la fecha actual. Anitta es una de las cantantes brasileñas/latinas con más premios y nominaciones en el mundo, siendo la primera artista brasileña y latina en ganar y ser nominada para varios de estos premios.